# Art Institute of Chicago
L'Art Institute of Chicago est un musée situé à Chicago aux États-Unis. Deuxième plus grand musée d'art du pays après le Metropolitan Museum of Art de New York, il abrite l'une des plus importantes collections d'art des États-Unis.
Ouvert au public depuis 1879, le musée fut établi initialement à l'angle sud-ouest de State Street et de Monroe Street. Lors de l'Exposition universelle de 1893, la ville construisit un nouveau bâtiment pour abriter les collections de l'Art Institute. Depuis 1893, le musée se trouve dans le Grant Park, au 111 South Michigan Avenue, dans le centre-ville de Chicago. Le musée fait face au Peoples Gas Building et au Symphony Center, deux bâtiments classés sur le Registre national des lieux historiques. La Chicago Stock Exchange Arch, une pièce d'architecture historique, se trouve juste à l'arrière du bâtiment.
Entre 1893 et 2005, l'Institut d'art a été agrandi cinq fois, pour l'amener à une superficie de 70 000 m2. En 2005, le musée a commencé un nouveau projet d'extension, la Modern Wing, dessinée par Renzo Piano. Ouverte le 16 mai 2009, elle a ajouté 24 150 m2 pour porter la superficie totale du musée à presque 100 000 m2. La construction, dont le coût a porté sur un budget de 350 millions de $, a été financée par des donations de citoyens de Chicago. Dans le nouveau bâtiment, le musée compte mieux mettre en valeur sa collection moderne qu'il estime être la troisième plus importante (après celles du Centre Pompidou à Paris et du MoMA à New York).
Le musée est particulièrement renommé pour ses collections de peintures impressionnistes et post-impressionnistes. Selon un consensus bien établi[Par qui ?], ces collections arrivent juste après celles du musée d'Orsay par leur importance. On notera en particulier Un dimanche après-midi à l'Île de la Grande Jatte de Seurat, Rue de Paris, temps de pluie de Caillebotte, Sur la terrasse de Renoir, une des trois versions de La Chambre de Van Gogh à Arles, un célèbre Autoportrait (1887) de Van Gogh, et une trentaine de peintures de Monet, dont une sélection des Nymphéas, un Pont japonais, deux exemplaires de Waterloo Bridge, un Parlement de Londres, un Arrivée du train de Normandie, gare Saint-Lazare et six Meules de foin.

## Histoire
En 1866, un groupe de trente cinq artistes fonde la Chicago Academy of Design (Académie de design de Chicago) dans un studio attenant à une école libre qui possède sa propre galerie d'art située sur Dearborn Street. L'organisation prend comme modèle les grandes académies d'art européennes, comme la Royal Academy of Arts de Londres, avec ses académiciens. Les cours commencent dès 1868. Lorsque le Grand incendie de Chicago a lieu le 8 octobre 1871, une grande partie du centre-ville ainsi que le bâtiment abritant l'académie sont totalement détruits.
En 1879, soit huit ans après l'incendie, l’Art Institute est fondé en tant que Chicago Academy of Fine Arts (Académie des beaux-arts de Chicago). En 1882 le nom change et peu après l'institution se trouve à l'étroit pour abriter sa collection toujours croissante et ses étudiants toujours plus nombreux. Alors que la cité se prépare à éblouir le pays pour l'Exposition universelle de 1893 (World Columbian Exposition), le conseil d'administration de l’Art Institute négocie, avec les autorités de la ville, la construction d'un nouveau bâtiment situé dans un parc sur Michigan Avenue et Adams Street. La conception de style Beaux-Arts classique du bâtiment est confiée à la société de Boston Shepley, Rutan and Coolidge. L’Art Institute ouvre officiellement ses portes le 8 décembre 1893.

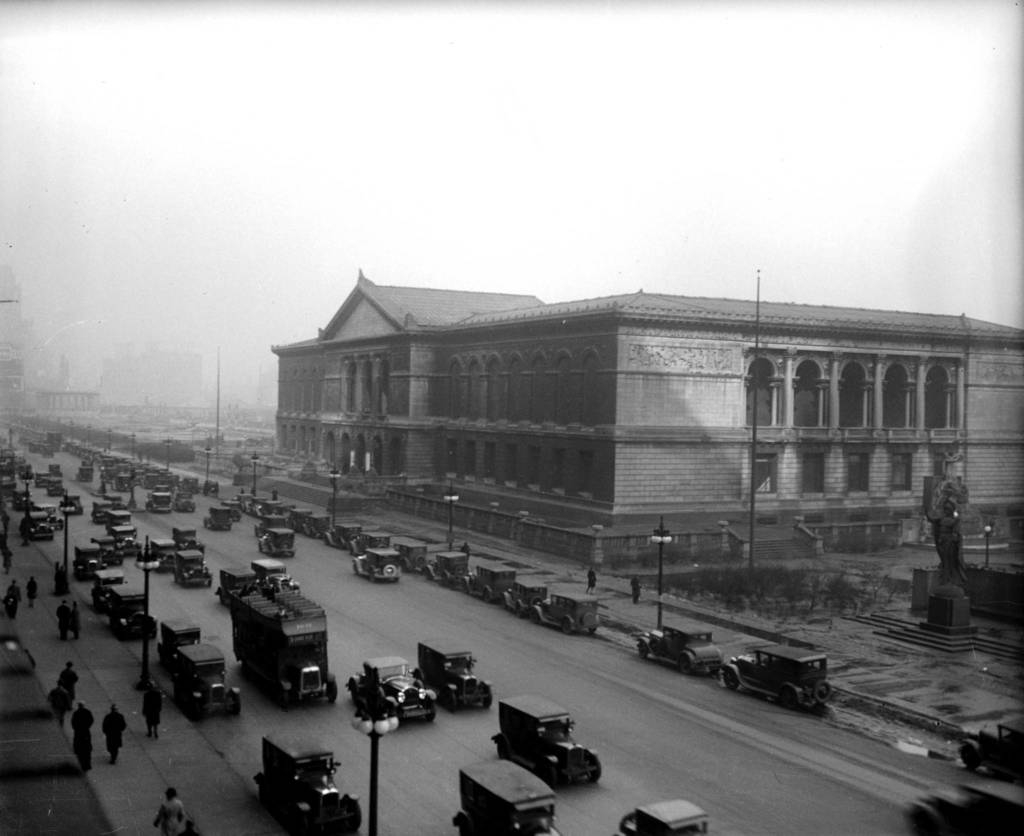
L'Art Institute of Chicago (en 1915).

En moins d'une année[Laquelle ?], l’Art Institute reçoit, de madame Henry Field, sa première donation importante, une collection de peintures françaises. Deux améliorations successives du bâtiment ont lieu en 1898 par l'adjonction de l'auditorium Fullerton puis en 1901, la bibliothèque Ryerson. Dès 1910, en partenariat, la Chicago Society of Etchers peut y organiser des expositions d'eaux-fortes dotées de prix. En mars-avril 1913, le musée surprend la ville en accueillant l’« Armory Show » (The International Exhibition of Modern Art), une grande exposition internationale de peintures et de sculptures d'avant-garde, ici en format plus réduit qu'à Manhattan. Les achats exceptionnels nécessaires à cette exposition parfois controversée[réf. nécessaire] sont à la base de la collection d'art moderne du musée. Plus de 188 560 visiteurs s'y rendirent, soit trois fois plus que pour l'édition new-yorkaise.
Une nouvelle extension du musée est à nouveau requise afin d'exposer dans les meilleures conditions une collection qui comprend maintenant presque tous les médias artistiques. La solution trouvée consiste à construire l'extension au-dessus des voies de l'Illinois Central Railroad qui bordent le mur est de l’Art Institute. Cette extension est réalisée en deux étapes en 1924 et 1925. C'est à cette époque également que le musée reçoit un legs de peintures impressionnistes et post-impressionnistes de Mrs Palmer puis un don de la Helen Birch Bartlett Memorial Collection qui comprend le fameux Un dimanche après-midi à l'Île de la Grande Jatte (1884-1886) de Georges Seurat. Au cœur de la Grande Dépression, le musée reçoit l'un des plus beaux[réf. nécessaire] dons de son histoire, le legs de Martin A. Ryerson. Cette donation comprend aussi bien des peintures américaines qu'européennes remontant même au XVe siècle, des textiles, des gravures et des dessins, des œuvres asiatiques et des pièces des arts décoratifs européens. Enfin la collection de Mrs L.L. Coburn entre au musée en 1933; elle est fameuse pour la qualité[réf. nécessaire] de ses peintures impressionnistes et de ses Renoir, dont les Deux Sœurs peint en 1881.
Le manque de matériaux de construction qui suit la Seconde Guerre mondiale empêche le musée de s'étendre[réf. nécessaire]. Pendant les années 1950 on n'assiste qu'à quelques rénovation intérieures qui permettent de créer de nouveaux départements au sein du musée. Ce n'est qu'à partir des années 1960 que sont construites deux nouvelles structures, le B. F. Ferguson Memorial et la Morton Wing. C'est également à cette époque que Madame Stanley McCormick fait don au musée des jardins qui bordent les deux nouveaux bâtiments.

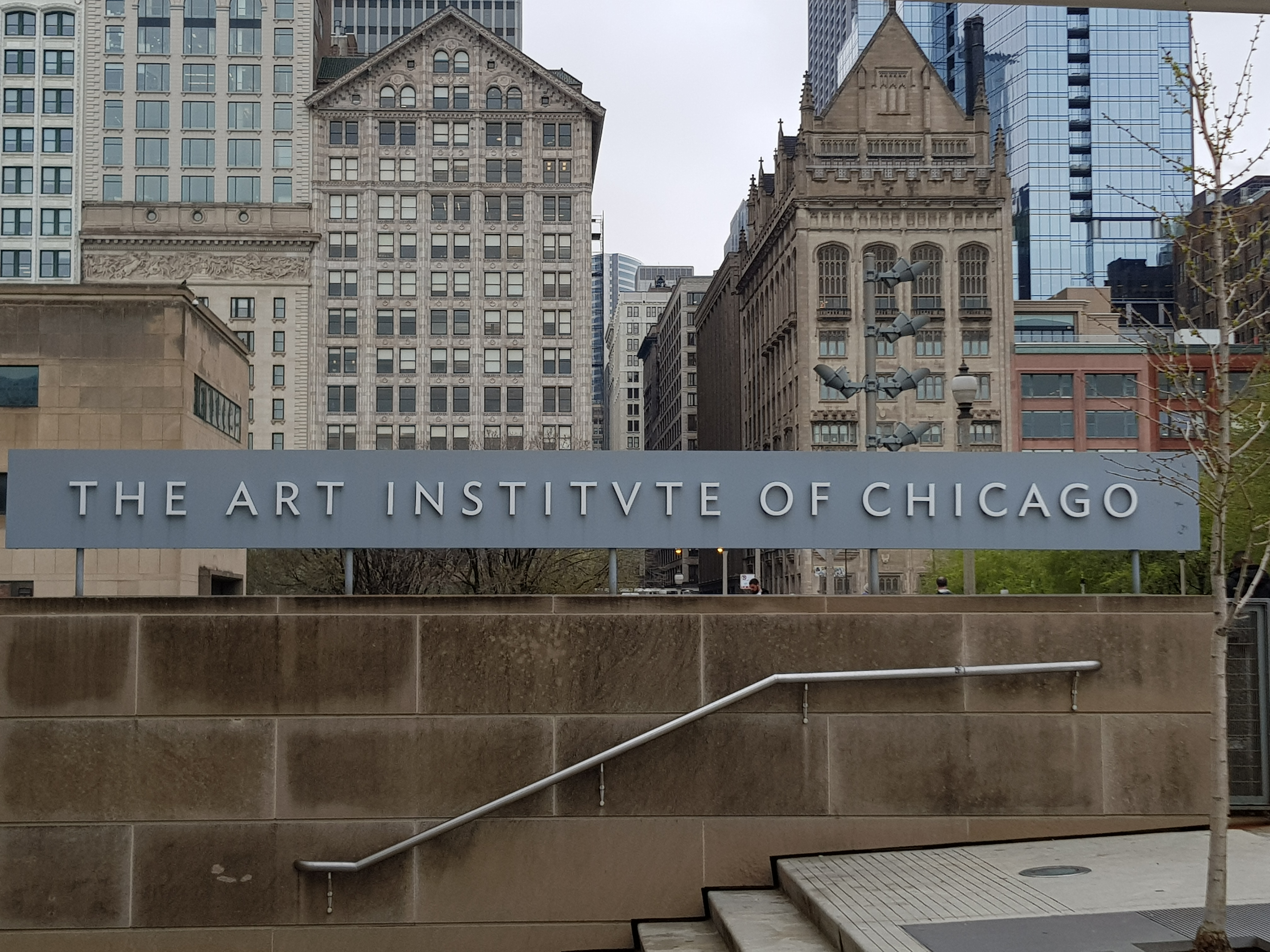

Les années 1970 sont marquées par un accroissement important du nombre d'étudiants et de visiteurs[réf. souhaitée]. Cette tendance incite le musée à créer de nouveaux studios et salles de classe et une école de cinéma ainsi que de nouveaux espaces publics pour le musée.
La croissance de la collection d'art contemporain et la grande popularité[réf. souhaitée] de grandes expositions itinérantes conduisent à la construction du bâtiment Daniel F. et Ada L. Rice en 1988. Dans les années 1990, le musée construit de nouvelles galeries pour abriter sa collection asiatique, c'est l'architecte Tadao Ando qui est chargé de les dessiner. Dès 1993, c'est le centre d'enseignement qui est totalement rénové, y compris la bibliothèque Ryerson en 1994 puis l'auditorium Fullerton en 1999.
En 2014, le site d'avis et de conseils touristiques Tripadvisor a classé l'Art Institute of Chicago « meilleur musée du monde ». Une campagne de communication à la tonalité décalée, visant à faire connaître cette distinction en mettant en scène l'index tendu en mousse (Foam finger (en (en))) des supporters sportifs américains, a été organisée en 2015 par le musée dans la ville de Chicago et sur les réseaux sociaux.
En septembre 2021, Veronica Stein, directrice exécutive de l'apprentissage et de l'engagement du Woman's Board, décide de se séparer de quelque 150 guides bénévoles du musée au prétexte que ceux-ci étaient composés majoritairement de femmes retraitées blanches jugées insuffisantes d'un point de vue démographique[incompréhensible]. Elle décide de les remplacer par un petit nombre d'éducateurs rémunérés travaillant plus longtemps. Le Chicago Tribune explique cette décision par l'opinion que « les volontaires sont démodés dans les cercles progressistes, où ils ont tendance à être rejetés comme de riches Blancs avec du temps libre, des modes de pensée dépassés et des obstacles à l'équité et à l'inclusion » ce que le quotidien juge être « une vision absurdement réductrice du volontariat ».

## Collections
Le musée de l'Art Institute of Chicago est composé de quinze collections : africaine, américaine, amérindienne, antique, architecture et design, armes et armures, asiatique, contemporaine, arts décoratifs européens, peinture et sculpture européenne, art moderne, photographie, gravures et dessins, textiles et enfin la collection de miniatures de la salle Thorne.
En 2018, au moment de la refonte de son site web, 52 438 œuvres de la collection ont été mises à la disposition du public sous licence libre Creative Commons Zero.

### Afrique
La collection africaine présente des œuvres remarquables de sculpture sur bois, des masques, céramiques, meubles, textiles et travaux de perles essentiellement d'Afrique centrale et dans une moindre mesure du nord et du sud du continent
Parmi les œuvres remarquables de la collection, on citera le Te'amire Maryam ("les Miracles de Marie"), un parchemin richement illustré de la fin du XVIIe siècle provenant de Gondar, alors capitale chrétienne de l'Éthiopie chrétienne de la dynastie salomonide.
Le manuscrit fait partie d'un groupe d'œuvres créées lors de cette période de grande innovation artistique au sein de l'Éthiopie chrétienne, les enlumineurs exploraient alors une nouvelle approche de leur art qui comprenait l'introduction d'illustrations narratives.

### Amérique

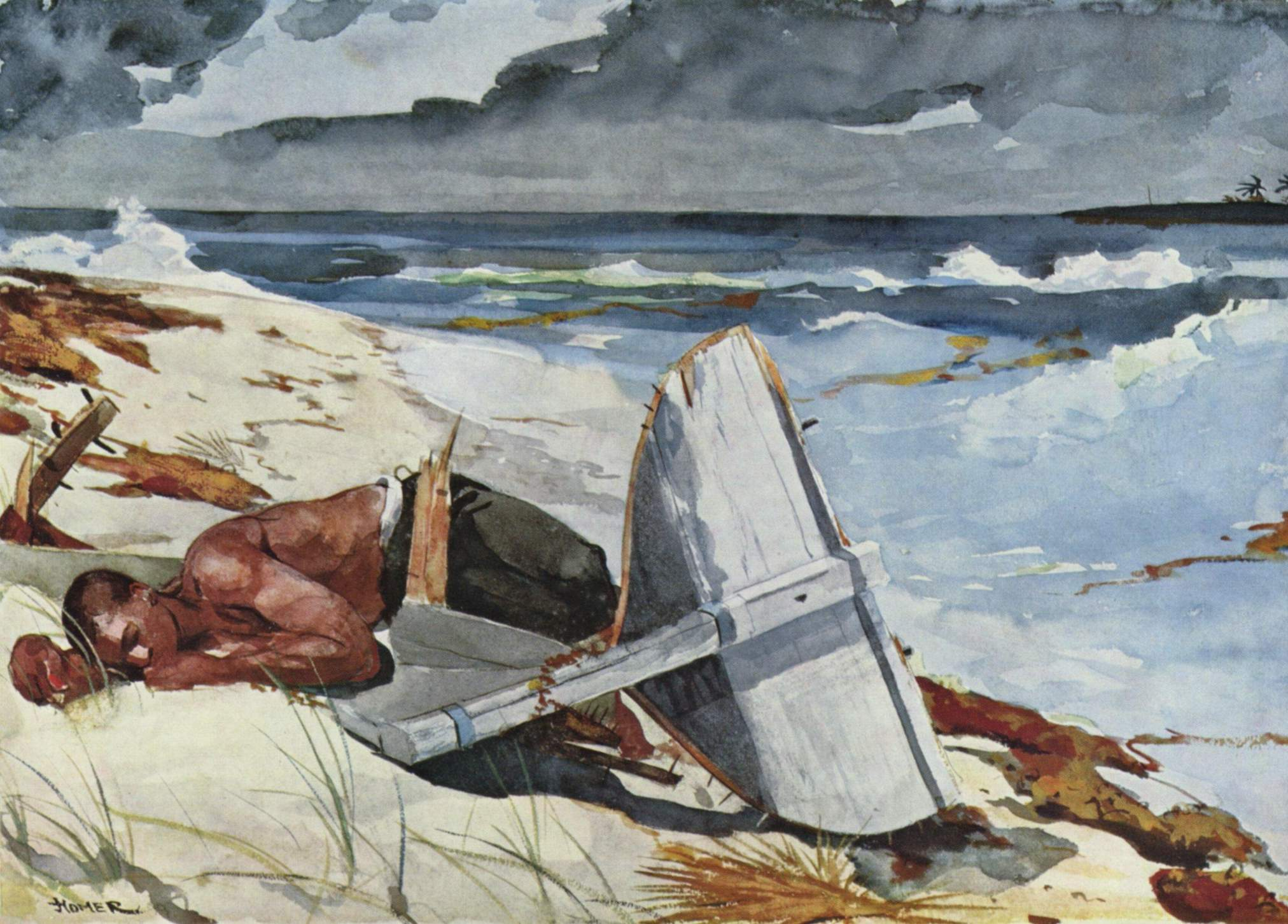
Winslow Homer, Après la tempête (1899).

Le département d'arts américains possède une collection de plus de mille peintures et sculptures allant du XVIIIe siècle jusqu'aux années 1950 et près de deux mille cinq cents objets d'art décoratifs allant du XVIIe siècle à nos jours, ainsi que du mobilier et de l'argenterie. On notera par exemple la collection du photographe Alfred Stieglitz et des œuvres notables de Frederic Remington, George Inness, Winslow Homer, John Singer Sargent, Mary Cassatt, Georgia O'Keeffe. On peut y admirer deux icônes de la culture américaine : American Gothic de Grant Wood (1930) et Nighthawks d'Edward Hopper (1942). On peut également y voir des œuvres d'artistes mexicains comme celles de Diego Rivera ou José Clemente Orozco.

### Arts amérindiens
La collection d'arts amérindiens se concentre sur les céramiques, sculptures, textiles et ouvrages en métal mésoaméricains et andins. Les œuvres des Indiens d'Amérique du Nord, en particulier celles des Indiens des Plaines, du sud-ouest et de Californie y sont également largement représentées. Des terres cuites peintes des Anasazi côtoient des sculptures aztèques, des bois sculptés ou des tissus des Chancay du Pérou, des céramiques des Chupícuaros du Mexique, des bijoux des Coclés de Panama ou encore de la vaisselle en or des Incas.

### Arts antiques
Le musée présente une vaste collections d'œuvres grecques, étrusques, romaines et égyptiennes, sculptures en pierre, terre et bronze, ainsi que des pièces de monnaie, bijouterie, vases et mosaïques.
On peut citer le sarcophage richement décoré et la momie de Paânkhenamon (qui signifie « Celui qui vit pour Amon ») datant de la Troisième Période intermédiaire égyptienne lors du règne de la XXIIe dynastie.

### Architecture et design

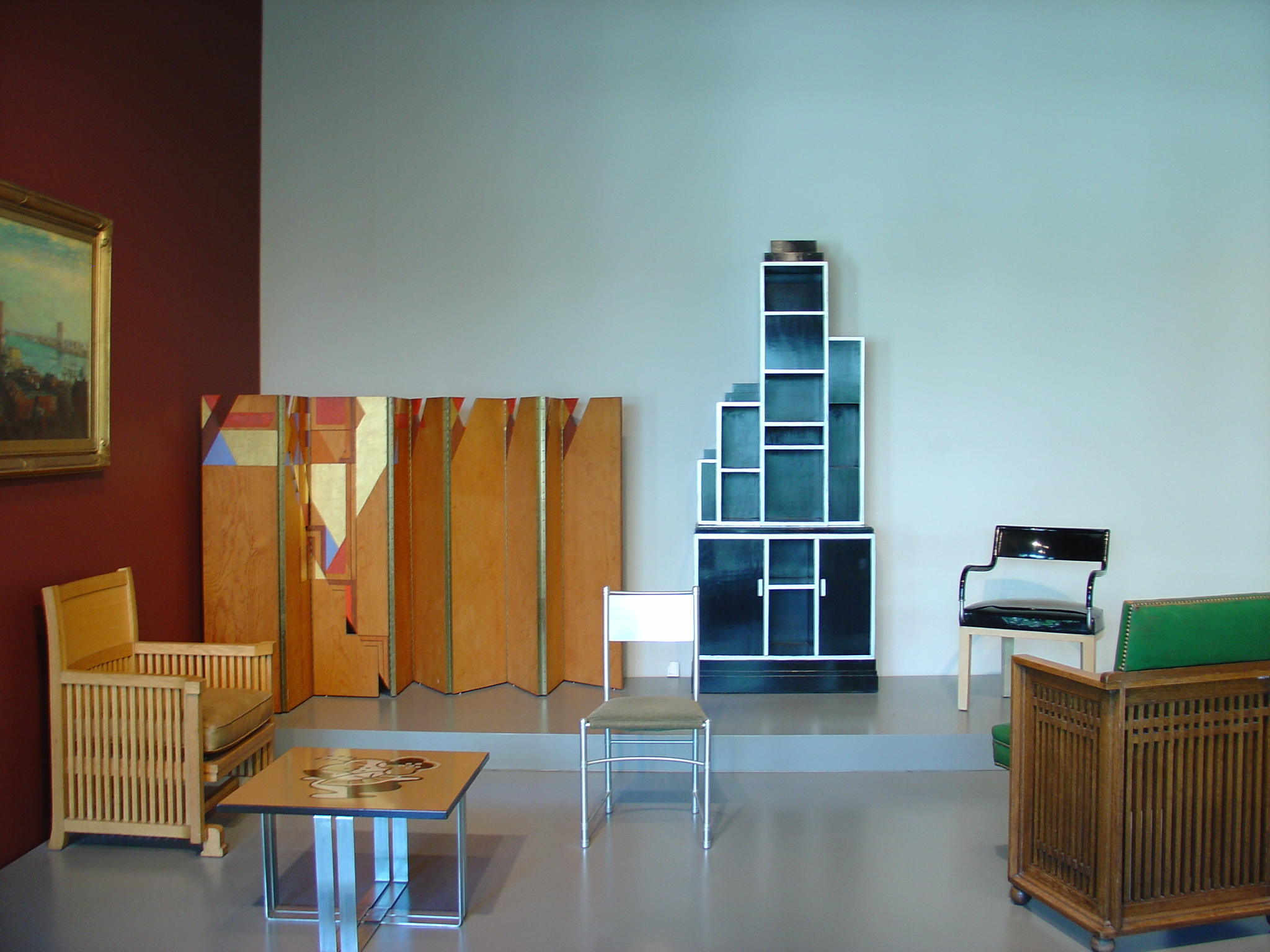
Architecture et design.

Ce département se concentre sur l'environnement bâti régional, national et international, ainsi que sur le design des objets. La collection comprend plus de 250 000 pièces architecturales, dessins et fragments datant des années 1870 à nos jours. Le musée possède des pièces majeures, comme la reconstitution complète de la Chicago Stock Exchange Trading Room de David Adler, ou des dessins de Daniel Burnham et John Wellborn Root, Bruce Goff, Bertrand Goldberg, Marion Mahony Griffin, Louis Sullivan, Ludwig Mies van der Rohe, et Frank Lloyd Wright.

### Armes et armures
La collection d'armes et armures, composée de plus de 1 500 objets, est l'une des plus importantes des États-Unis après celle du Metropolitan de New York. Les pièces, européennes pour la plupart, date d'une période s'étendant du XVe  au  XIXe siècle ; les autres sont originaires du Moyen-Orient et des États-Unis. L'exposition permanente présente 225 pièces composées d'armes et d'objets défensifs. On peut y admirer armures, épées et dagues, arme de jet et armes à feu, souvent finement travaillées et ciselées.

### Arts asiatiques
L'Art Institute possède une collection d'œuvres asiatiques couvrant une période qui s'étend sur près de cinq millénaires, allant de la Chine, au Japon, en passant par la Corée, l'Inde, l'Asie du Sud-Est, le Proche et le Moyen-Orient. Elle comprend plus de 35 000 pièces d'une grande importance archéologique et artistique, comprenant des bronzes, céramiques, peintures, miniatures et sculptures.

### Arts contemporains
La collection d'art contemporain présente une collection de plus de mille œuvres internationales. La presque totalité des mouvements artistiques depuis 1950 y sont représentés sous forme de peintures, sculptures, installations et nouveaux média. Parmi ses pièces les plus célèbres, on compte par exemple la Pitchfork Lady de Don Baum, Le Grand Arabe de Jean Dubuffet, American Collectors de David Hockney, Corpse and Mirror II de Jasper Johns, White Disk III de Ellsworth Kelly, Mirror in Six Panels de Roy Lichtenstein, Achrome de Piero Manzoni ou la Kerze de Gerhard Richter.

### Collection de miniatures Thorne

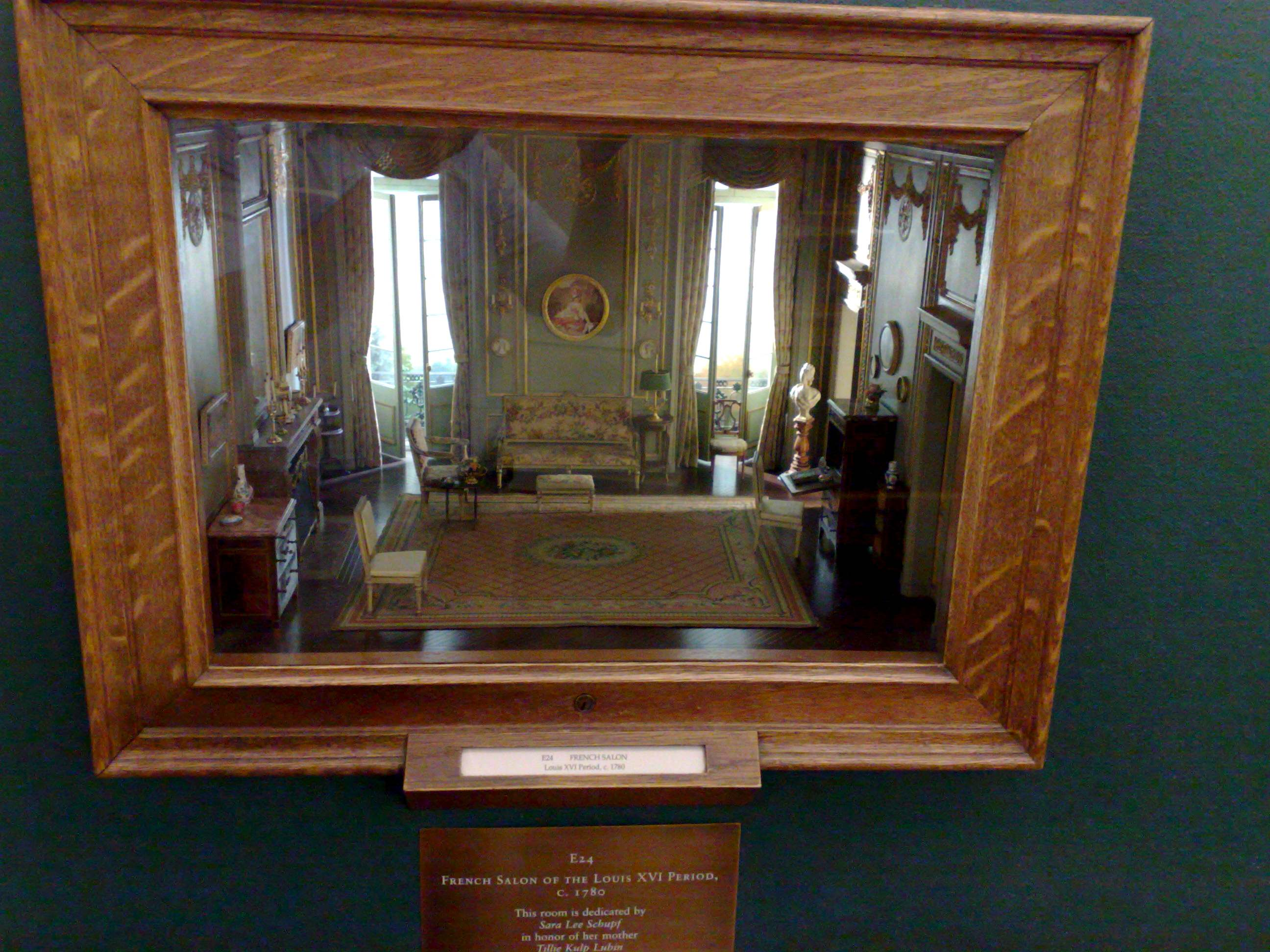
Miniature de la collection Thorne, représentant un salon français de l'époque Louis XVI.

La collection de soixante-huit miniatures Thorne présente des éléments d'intérieurs européens, de la fin du XIIIe siècle jusqu'aux années 1930 et du mobilier américain allant du XVIIe siècle jusqu'aux années 1930. Construites à l'échelle d'un pouce pour un pied, ces miniatures ont été conçues par Narcissa Niblack Thorne (1882-1966) de Chicago et réalisées, entre 1932 et 1940, par des maîtres artisans selon ses spécifications.

## Quelques œuvres des collections permanentes

### Peinture européenne du Moyen Âge jusqu'auXVIIIesiècle

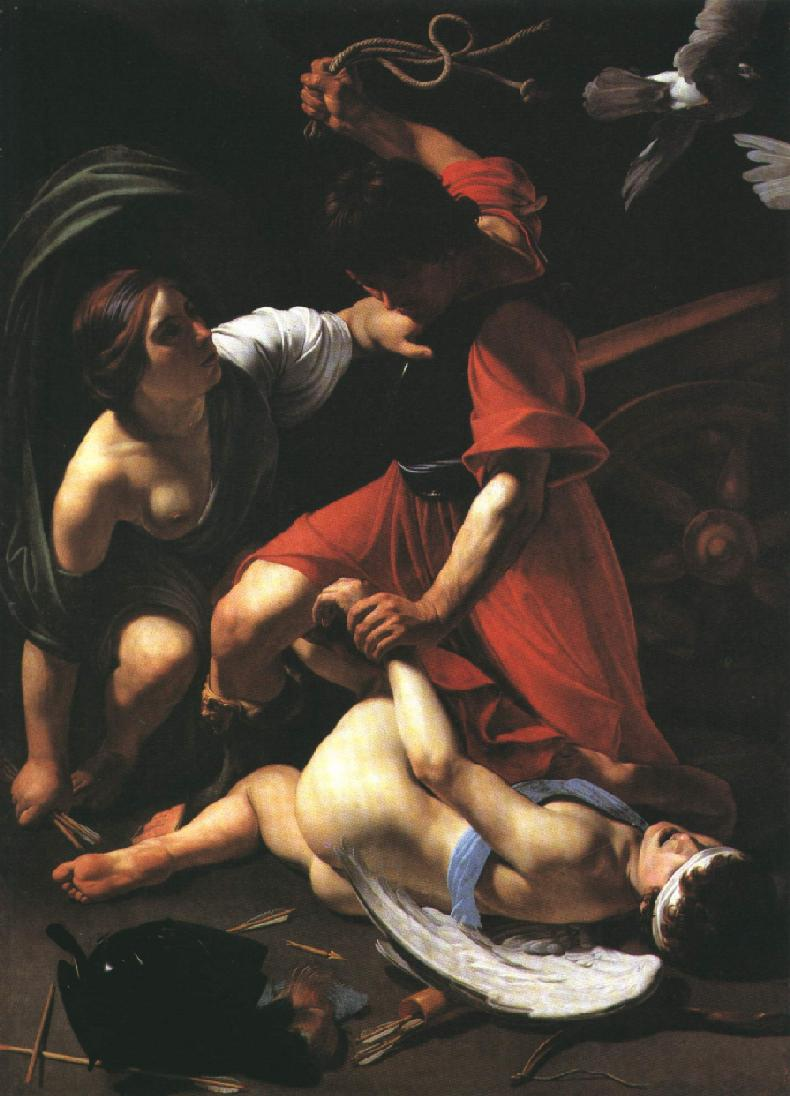
Bartolomeo Manfredi,
Cupidon châtié, 1613.

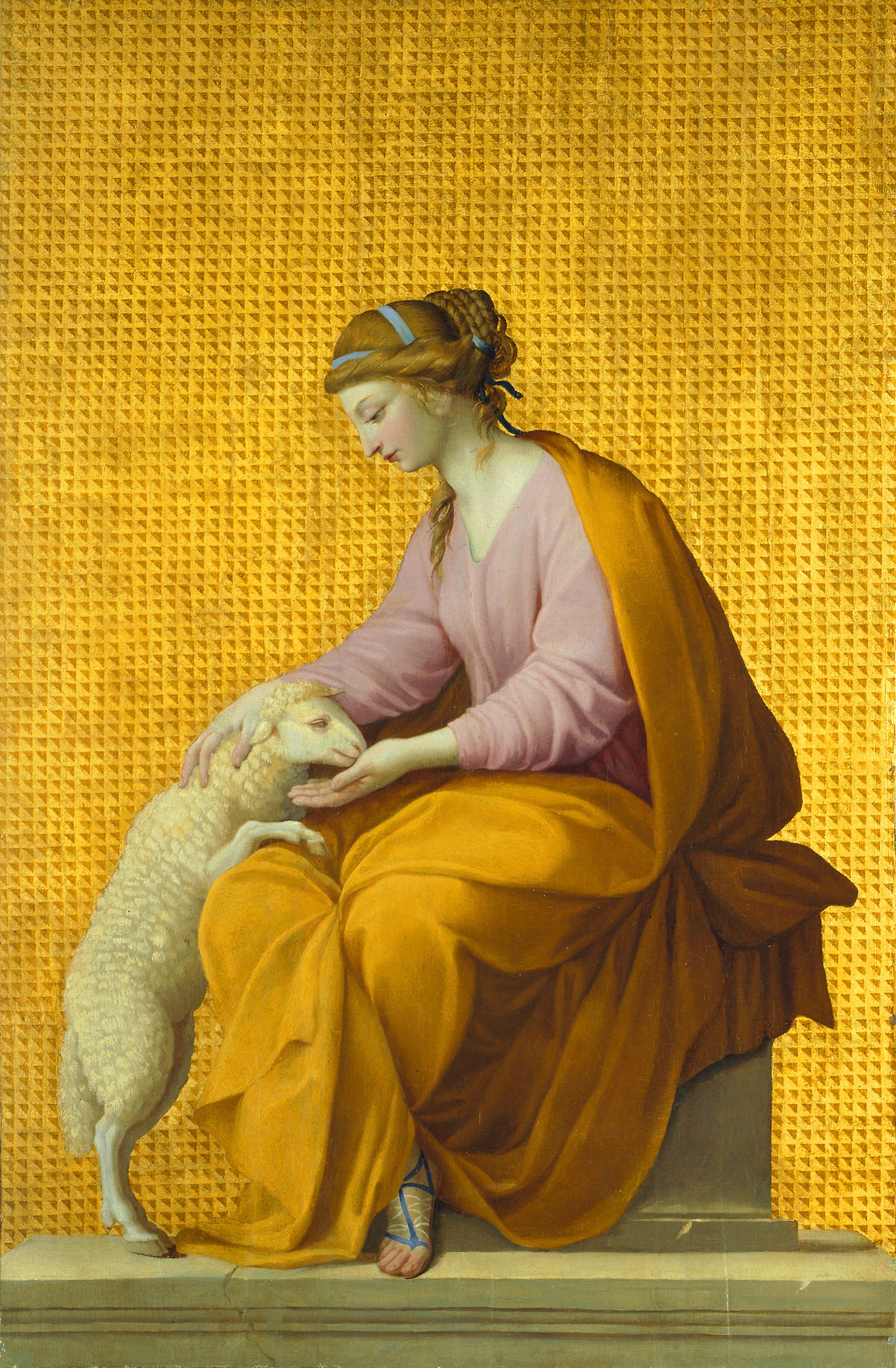
Eustache Le Sueur,
La Mansuétude, 1650.

- Rogier van der Weyden et son atelier, Portrait de Jean de Gros, entre 1460 et 1464[12]
- Sano di Pietro, Vierge et l'Enfant avec Saints Jérôme, Bernardin de Sienne et anges, entre 1450 et 1460[13]
- Giovanni di Paolo, Jean-Baptiste au désert, entre 1455 et 1460[14]
- Sandro Botticelli, Vierge à l'Enfant, entre 1475 et 1485[15]
- Dieric Bouts, Mater dolorosa, entre 1480 et 1500[16]
- Jean Hey (Maître de Moulins), L'Annonciation, entre 1490 et 1495[17]
- Atelier de Hieronymus Bosch, Le Jardin du paradis, entre 1500 et 1520[18]
- Le Corrège, Vierge à l'Enfant avec saint Jean-Baptiste, vers 1515[19]
- Jehan Bellegambe, Sainte Catherine[20] et Sainte Barbara[21], vers 1520
- Joos van Cleve et son atelier, Jésus-Christ et Jean-Baptiste s'embrassant, entre 1520 et 1525[22]
- Agnolo Bronzino, Vierge à l'Enfant avec Jean-Baptiste, entre 1527 et 1530, ou plus tard[23]
- Lucas Cranach, La Crucifixion, 1538[24]
- Le Greco, L'Assomption de la Vierge, 1577[25]
- Tintoret, Tarquin et Lucrèce, entre 1578 et 1580[26]
- Jacopo Bassano, Diane et Actéon, entre 1585 et 1592[27]
- Bartolomeo Manfredi, Cupidon châtié, 1613[28]
- Francesco Albani, Vierge à l'Enfant vénérés par Saint François, vers 1606 ou 1607[29]
- Attribué à Jan Brueghel l'Ancien, Nature morte avec fleurs, vers 1610[30]
- Pierre-Paul Rubens, La Sainte Famille avec les saints Élisabeth et Jean-Baptiste, vers 1615[31]
- Diego Rodríguez de Silva y Velázquez, Scène de cuisine, entre 1618 et 1620[32]
- Pierre-Paul Rubens, Portrait du marquis de Spinola [réf. nécessaire]
- Francisco de Zurbarán, La Crucifixion, 1627[33]
- Rembrandt Harmensz. van Rijn, Le Vieil Homme à la chaîne d'or, 1631[34]
- Atelier de Diego Rodríguez de Silva y Velázquez, Portrait de Philippe IV, vers 1632[35]
- Frans Hals, Portrait du fils de l'artiste [réf. nécessaire]
- Nicolas Poussin, Paysage avec saint Jean à Patmos, 1640[36]
- Atelier de Rembrandt, Portrait d'une fille, 1645[37]
- Eustache Le Sueur, La Mansuétude, 1650
- Adriaen Van de Velde, Paysage avec du bétail, 1664[38]
- Jan Steen, Le Concert de famille, 1666[39]
- Adriaen van Ostade, Le Jubilé, 1674[40]
- Giuseppe Maria Crespi, Les Noces de Cana, vers 1686[41]
- Jean-Antoine Watteau, Fête champêtre, entre 1718 et 1721[42]
- Giovanni Battista Tiepolo, Renaud enchanté par Armide, entre 1742 et 1745[43]
- François Boucher, Pensent-ils au raisin?, 1747[44]
- Bernardo Bellotto, Vue de Pirna avec la forteresse de Sonnenstein, entre 1755 et 1765[45]
- Sir Joshua Reynolds, Lady Sarah Bunbury faisant sacrifice aux Graces, entre 1763 et 1765[46]
- Jean Honoré Fragonard, Portrait d'un homme au costume espagnol, entre 1768 et 1770[47]
- Jacques-Louis David, Madame François Buron, 1769[48]
- Jacques-Louis David, Madame de Pastoret et son fils, entre (1791 et 1792[49]

### Peinture européenne duXIXesiècleavant l'impressionnisme

Édouard Manet, Le Philosophe, 1865-1867.

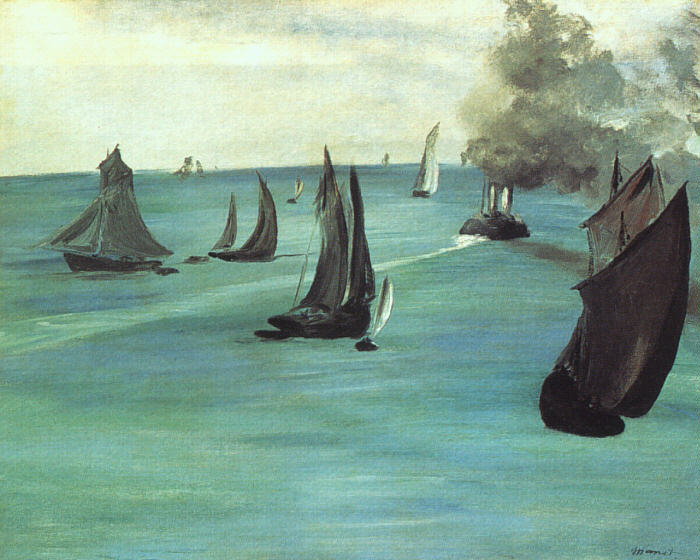
Édouard Manet, Steamboat, aussi intitulé Seascape Calm Weather, 1864.

- Sir Thomas Lawrence, Mrs. Jens Wolff, (1803-1815)
- Anne-Louis Girodet-Trioson, Portrait du Katchef Dahouth, Christian Mameluke (1804)
- Anne-Louis Girodet-Trioson, La Révolte du Caire (1804)
- Francisco José de Goya y Lucientes, Frère Pedro, (série de 6 tableaux) (1806)
- Théodore Géricault, Cheval caracolant (1808/1812)
- John Constable, Paysage avec maisonnettes, (1809-1810)
- Francisco José de Goya y Lucientes, Le Moine pendu, (1810)
- Théodore Géricault, Tête d'un homme guillotiné (1818/1819)
- Jean-Auguste-Dominique Ingres, Amédée-David Marquis de Pastoret, (1823)
- Eugène Delacroix, Combat de Giaour et Hassan, (1826)
- Joseph Mallord William Turner, Bateaux de pêcheurs (Fishing Boats with Hucksters Bargaining for Fish), (1832-1842)
- Constant Troyon, Retour du marché
- Constant Troyon, Pâturage en Normandie
- Constant Troyon, Paysage
- John Constable, Stoke-by-Nayland, (1836)
- Jean-Baptiste-Camille Corot, Monte Pincio, Rome (1840-1850)
- Jean-Léon Gérôme, Portrait d'une femme (1852)
- Jean-Léon Gérôme, La Peine du pascha
- Jean-Léon Gérôme, Fille albanienne
- Honoré Daumier, Le Collecteur , (1857-1863)
- Eugène Delacroix, La Chasse au lion, (1860-1861)
- Eugène Delacroix, Les Joueurs d'échecs de Jérusalem
- Eugène Delacroix, Cléopatre
- Eugène Delacroix, Lionne blessée, buvant
- Eugène Delacroix, Tigre
- Gustave Courbet, Rêverie (Portrait de Gabrielle Borreau) (1862)
- Eugène Boudin, Tempête à l'approche, (1864)
- Henri Fantin-Latour, Portrait d'Édouard Manet (1867)
- Gustave Courbet, La Vallée de puits-noir (1868)
- Gustave Courbet, Hautepierre (1869)

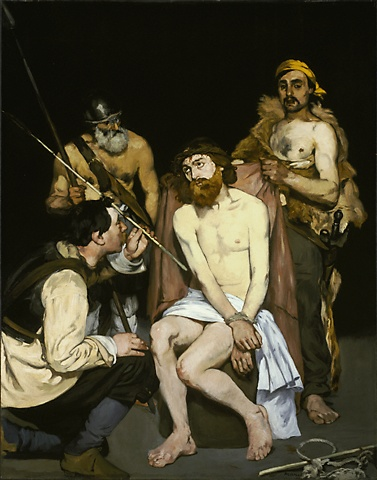
Édouard Manet, Jésus insulté par les soldats, 1865.

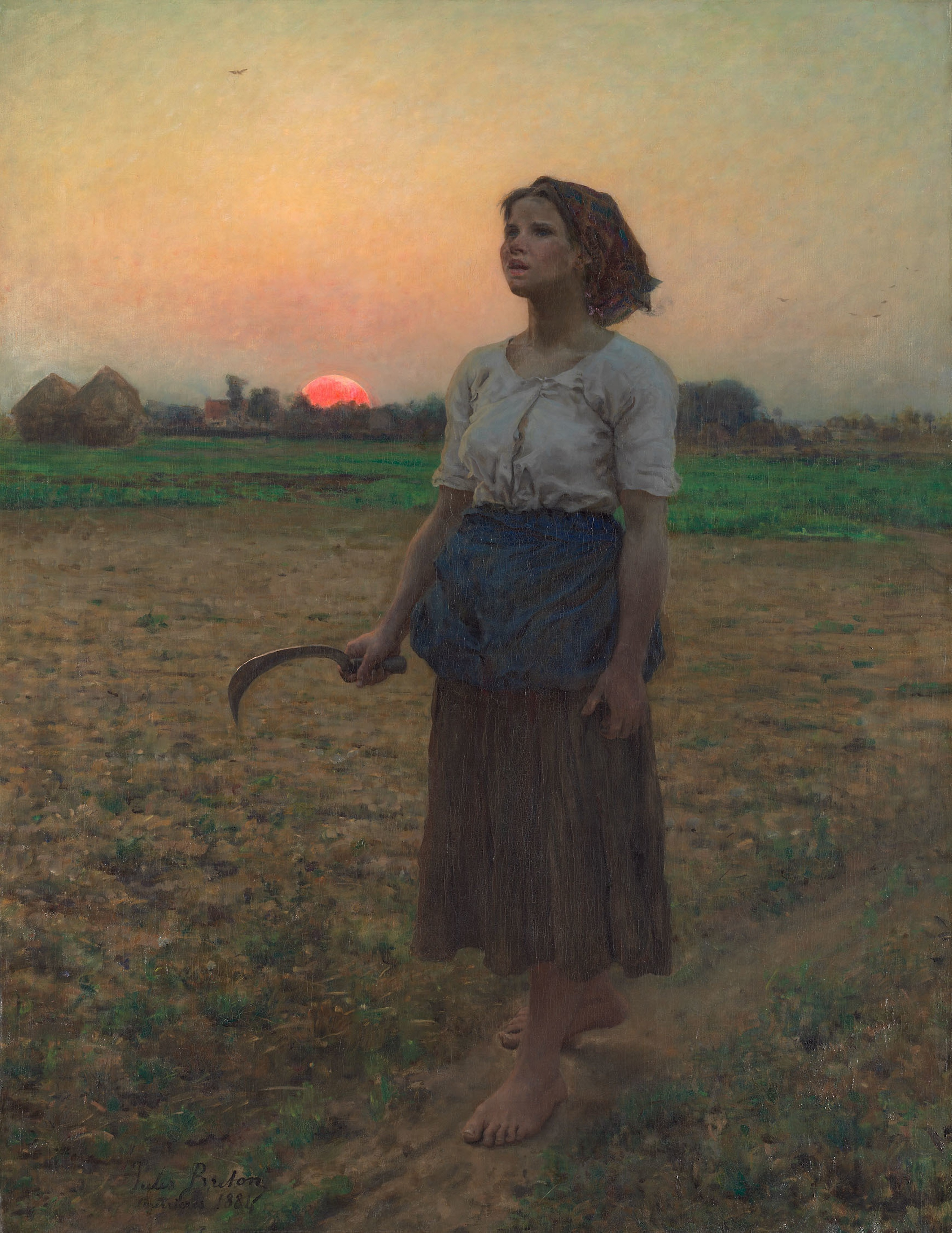
Jules Breton, Le Chant de l'alouette, 1884.

- Édouard Manet : Jésus insulté par les soldats1865[51],[52]
- Édouard Manet :La Liseuse ou la lecture de l'illustré 1879[53]
- Édouard Manet : Le Philosophe 1865/67[54]
- Édouard Manet : L'Homme au chien, 1882[55]
- Gustave Courbet, Scène alpestre
- Jean-Baptiste-Camille Corot, Lecture interrompue (1870)
- Jean-Baptiste-Camille Corot, Arleux-Palluel (1871-1872)
- Jean-Baptiste-Camille Corot, Paysage
- Jean-Baptiste-Camille Corot, Jeune fille assise
- Jean-Baptiste-Camille Corot, Avant l'aube
- Jean-Baptiste-Camille Corot, La Sentinelle
- Jean-François Millet, Le Veau nouveau-né
- Jean-François Millet, Femme donnant à manger aux poulets
- Jules Dupré, Soir à l'Isle-Adam
- Jean-Léon Gérôme, Course de chars (1876)
- Jules Breton, À la fontaine, (1872)
- Henri Fantin-Latour, Nature morte : coin de table (1873)
- Jules-Joseph Lefebvre, Odalisque (1874)
- Gustave Moreau, Hercule et l'Hydre, (1876)
- Jean-Charles Cazin, Tobie et l'Ange, (1878)
- Théodore Rousseau, Jour d'automne
- Henri Fantin-Latour, Roses dans une cuvette (1881)
- Henri Fantin-Latour, Nature morte avec fleurs (1881)
- Alphonse-Marie-Adolphe de Neuville, L'Avant-poste(1882)
- Alphonse-Marie-Adolphe de Neuville, La Pièce en danger
- Adolphe-William Bouguereau, Fille de Grenade
- Eugène Boudin, La Touques près de Deauville, (1883)
- Adolphe-William Bouguereau, Les Baigneurs, (1884)
- Jules Breton, Le Chant de l'alouette, (1884)
- Jules Breton, Sur la route en hiver, (1884)
- Pierre Puvis de Chavannes, Le Bois sacré cher aux arts et aux muses, (1884-1889)
- Pierre Puvis de Chavannes, Famille de pêcheur, (1884-1889)

### Peintures impressionnistes et post-impressionnistes

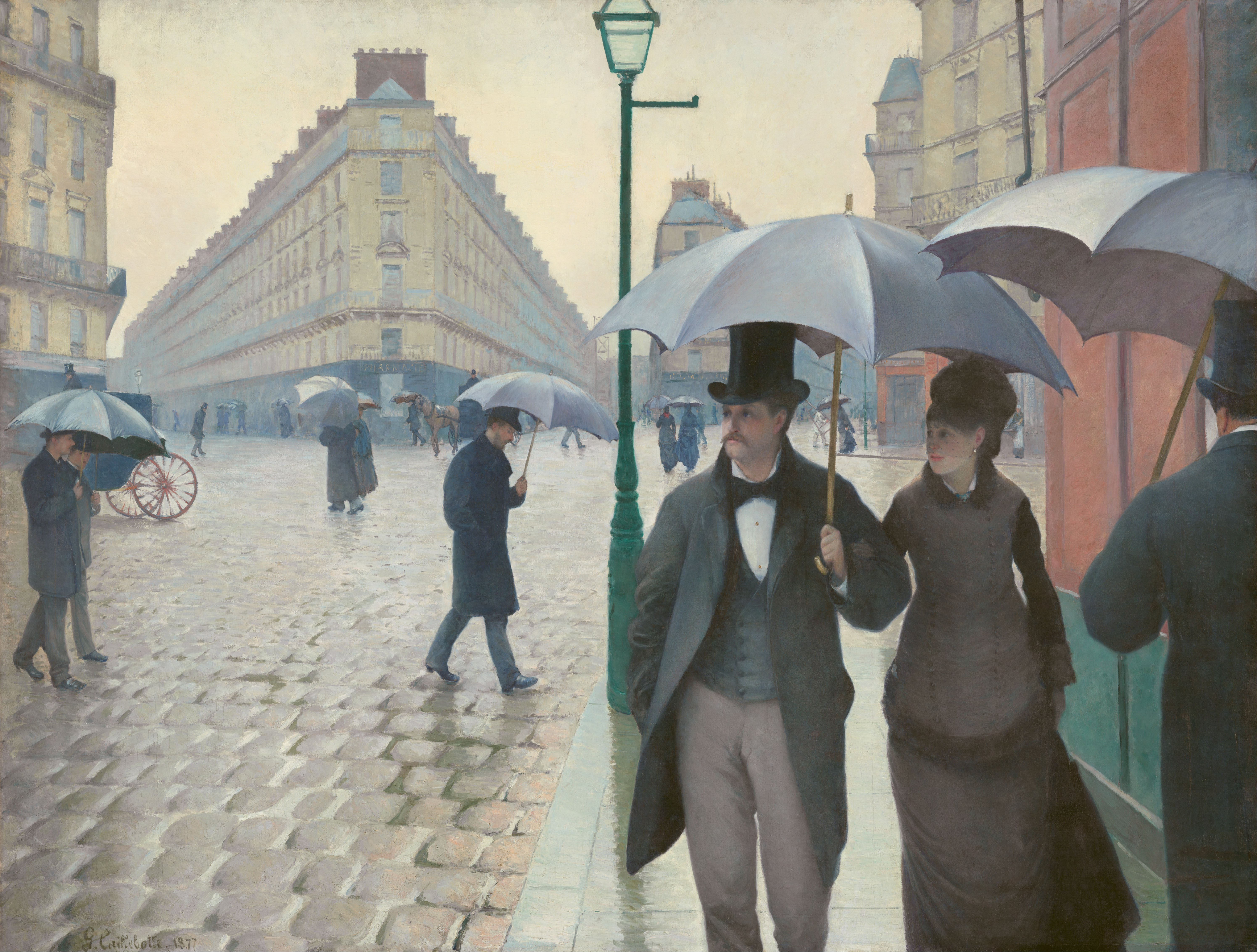
Gustave Caillebotte, Rue de Paris, temps de pluie, 1877, Art Institute of Chicago.

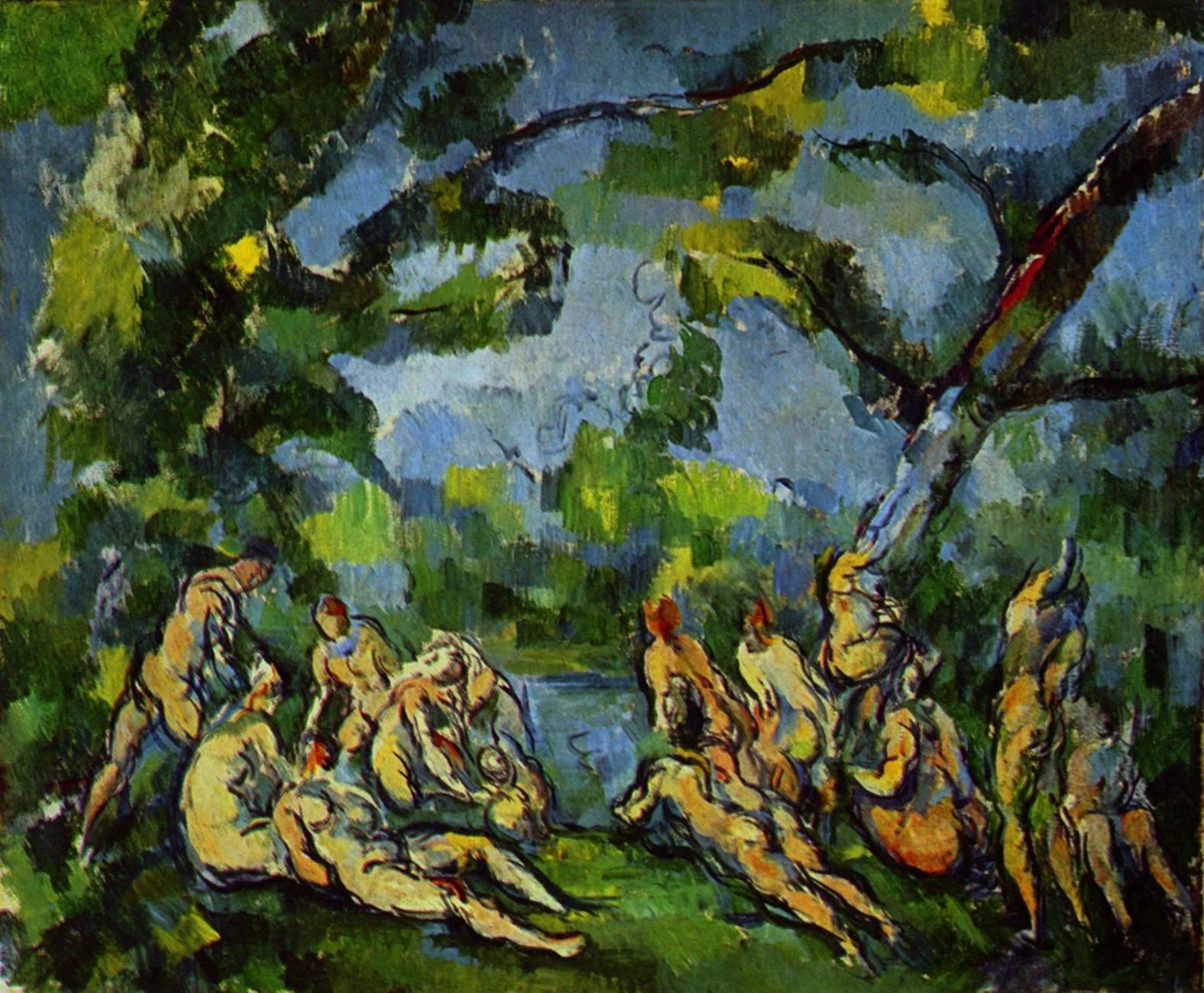
Paul Cézanne,
Les Baigneurs (1900-1905), Art Institute of Chicago.

Auguste Renoir, Les Deux Sœurs (Sur la terrasse), 1881, Art Institute of Chicago.

L'Art Institute of Chicago possède la plus importante collection de toiles impressionnistes en dehors de Paris.
- Frédéric Bazille, Paysage à Chailly, 1865 ; Autoportrait, 1865-1866
- Edgar Degas, Portrait de madame Lisle et madame Loubens, 1866-1867 ; Danseuses jaunes dans les coulisses, 1874-1876 ; Henri Degas et sa nièce Lucie Degas, 1875 ; Ballet à l'Opéra de Paris, 1879-1881 ; * Edgar Degas, Portrait après un bal costumé, 1877-1879 ; Chanteuse de cabaret, 1879 ; Chez la modiste, 1879-1886 ; Femme à sa toilette, 1900-1905

- Édouard Manet, La Régalade, 1862/1872 ; Bateau partant de Boulogne, 1864 ; Le Christ insulté par les soldats, 1865 ; Nature morte avec poisson, 1865 ; Mendiant avec des huîtres, 1865-1867 ; Mendiant en manteau, 1865-1867 ; La Corrida, 1864-1865 ; Course à Longchamp, 1866 ; Portrait de Berthe Morisot, 1873-1874Portrait d'une femme avec un fichu noir, 1878 ; Femme lisant, 1878-1879 ; Portrait d'Alphonse Maureau, 1880

- Claude Monet, La Plage de Sainte-Adresse, 1867 ; Sur les rives de la Seine, Bennecourt, 1868
- Camille Pissarro, Fille qui boit son café, 1861 ; Les Bords du Marne en hiver, 1869 ; Neige à Louveciennes, 1869 ; Crystal Palace, 1871
- Berthe Morisot, Sur le balcon, 1871
- Claude Monet, La Maison de l'Artiste à Argenteuil, 1873
- Berthe Morisot, Après la corrida, 1873
- Paul Cézanne, Auvers, 1874
- Armand Guillaumin, L'Aqueduc d'Arcueil surplombant la voie de chemin-de-fer de Sceaux, 1874
- Adolphe Joseph Thomas Monticelli, Nature morte avec fruits et pichet de vin, 1874
- Berthe Morisot, Femme à son toilette, 1875
- Auguste Renoir, Déjeuner au bord de la rivière, 1875
- Alfred Sisley, La Seine à Port-Marly, tas de sable, 1875
- Alfred Sisley, Paysage sur la Seine avec l'Institut de France et le Pont des Arts, 1875
- Auguste Renoir, Femme au piano, 1875-1876
- Auguste Renoir, Alfred Sisley, 1875-1876
- Paul Cézanne, Vue panoramique d'Auvers-sur-Oise, 1875-1876
- Claude Monet, Arrivée du train de Normandie, gare Saint-Lazare, 1877
- Gustave Caillebotte, Rue de Paris, temps de pluie, 1877
- Camille Pissarro, Terre cultivée en hiver, homme portant des fagots, 1877
- Paul Cézanne, L'Assiette de pommes, 1877
- Auguste Renoir, La Blanchisseuse, 1877-1879
- Camille Pissarro, Garenne à Pontoise, Neige, 1879
- Auguste Renoir, Jeune femme cousant, 1879
- Auguste Renoir, La Mer, 1879
- Auguste Renoir, Acrobates au cirque Fernando (Francisca et Angelina Wartenberg), 1879
- Auguste Renoir, Près du lac, 1879-1880
- Edgar Degas, La Première Danseuse, 1879-1881
- Paul Cézanne, Le Baigneur, 1879-1882
- Claude Monet, Nature morte avec pommes et raisins, 1880
- Mary Cassatt, Femme lisant dans un jardin, 1880
- Paul Gauguin, Pichet en métal et tasse en bois, 1880
- Camille Pissarro, Jeune Paysanne prenant son café, 1881
- Auguste Renoir, Les Deux Sœurs (Sur la terrasse), 1881
- Auguste Renoir, Fruits du Midi, 1881
- Auguste Renoir, Chrysanthèmes, 1881-1882
- Camille Pissarro, Femme et enfant au puits, 1882
- Gustave Caillebotte, Tête de veau et langue de bœuf, 1882
- Claude Monet, Promenade sur la falaise, Pourville, 1882
- Berthe Morisot, Jeune Fille dans un jardin, 1882-1883
- Auguste Renoir, Madame Clapisson: femme à l'éventail, 1883
- Auguste Renoir, Lucie Berard, 1883
- Georges Seurat, Étude finale pour des "baigneurs à Asnières, 1884-1886
- Claude Monet, Bordighera, 1884
- Georges Seurat, Un dimanche après-midi à l'Île de la Grande Jatte, 1884-1886
- Paul Cézanne, La Baie de Marseille, vue de l'Estaque, 1885
- Berthe Morisot, Forêt de Compiègne, 1885
- Claude Monet, Bateaux sur la plage à Étretat, 1885
- Claude Monet, Étretat : la plage et la falaise d'Amont, 1885
- Claude Monet, Le Départ des bateaux, à Étretat, 1885
- Claude Monet, Rochers à Port-Goulphar, Belle-Ile, 1885
- Berthe Morisot, Forêt de Compiègne, 1885
- Paul Cézanne, Cheval dans un fleuve, 1885/1890
- Paul Signac, Les Andelys, Côte d'Aval, 1886
- Henri de Toulouse-Lautrec, Portrait de Jeanne Wenz, 1886
- Vincent van Gogh, Paysanne devant une chaumière, 1886
- Vincent van Gogh, Montmartre, 1886
- Alfred Sisley, Paysage, 1887
- William Merritt Chase, Parc en ville, 1887
- Vincent van Gogh, Autoportrait, 1887
- Vincent van Gogh, Pêche au printemps, Le pont de Clichy à Asnières, 1887
- Vincent van Gogh, Nature mort aux pommes, poires, citrons et raisins, 1887
- Paul Gauguin, Les Arlésiennes (Mistral), 1888
- Édouard Vuillard, Nature morte avec cruche et couteau, 1888-1889
- Vincent van Gogh, Le Jardin du poète, 1889
- Vincent van Gogh, La Chambre de van Gogh à Arles, 1889
- Vincent van Gogh, La Berceuse, 1889
- Claude Monet, La Petite Creuse, 1889
- Henri de Toulouse-Lautrec, Moulin de la Galette, 1889
- Édouard Vuillard, Grand-mère Michaud, 1890
- Émile Bernard, Nature morte avec fruits, 1890
- Paul Cézanne, Les Baigneurs, 1890
- Paul Sérusier, Les Grands Sables au Pouldu, 1890
- Vincent van Gogh, Les Buveurs, 1890
- Paul Gauguin, Portrait d'une femme assise devant une nature morte de Cézanne, 1890
- Claude Monet, Champ de coquelicots 1890-1891
- Claude Monet, Les Meules (groupe de six tableaux), 1890-1891
- Paul Cézanne, Le Vase de tulipes, 1890-1892
- Mary Cassatt, La Toilette, 1891
- Camille Pissarro, Fenaison, 1892
- Paul Gauguin, L'Arbre de ketmie (Te Burao), 1892
- Henri de Toulouse-Lautrec, Au Moulin Rouge, 1892-1895
- Paul Cézanne, La Corbeille de pommes, vers 1893
- Mary Cassatt, Le Bain de l'enfant, 1893
- Camille Pissarro, Place du Havre, 1893
- Paul Gauguin, Les Aïeux de Tehamana (Merahi metua no Tehamana), 1893
- Paul Cézanne, Rideau, cruche et bol de fruits, 1893-1894
- Paul Cézanne, Madame Cézanne dans un fauteuil jaune, 1893-1895
- Henri Rousseau, Moulin à scie, 1893-1895
- Paul Gauguin, Jour du Dieu (Mahana no Atua), 1894
- Paul Cézanne, Autoportrait, 1895
- Camille Pissarro, Le Bain de pieds, 1895
- Camille Pissarro, Femme cousant, 1895
- Claude Monet, Sandvika, Norvège, 1895
- Camille Pissarro, Femme se baignant les pieds dans un étang, 1895
- Gaston La Touche, Pardon breton, 1896
- Alfred Sisley, Bords du Loing, 1896
- Paul Gauguin, Pourquoi êtes-vous fâché ? (No Te Aha Oe Riri), 1896
- Claude Monet, Boucle de la Seine près de Giverny (Brume), 1897
- Claude Monet, Le Bureau de douane à Varengeville, 1897
- Camille Pissarro, Eragny, temps de pluie en juin, 1898
- Édouard Vuillard, Paysage, 1899
- Auguste Renoir, Jean Renoir cousant, 1899
- Paul Sérusier, La Moisson du blé noir, 1899
- Paul Cézanne, Les Baigneurs, 1899-1904
- Édouard Vuillard, Annette Roussel avec une chaise cassée, 1900
- Claude Monet, Le Pont japonais, 1900
- Claude Monet, Le Pont de Waterloo, 1900
- Claude Monet, Pont de Waterloo, effet du soleil, 1900
- Claude Monet, Pont de Waterloo, temps gris, 1900
- Claude Monet, Le Parlement de Londres, 1900-1901
- Claude Monet, Vétheuil (paire de deux tableaux), 1901
- Paul Gauguin, Femme polynésienne avec des enfants, 1901
- Claude Monet, Le Pont de Charing Cross, Londres, 1901
- Childe Hassam, Rue à New-York, 1902
- Claude Monet, Les Nénuphars, 1906
- Édouard Vuillard, Femme assise, 1906
- Mary Cassatt, Jeune Mère donnant à manger à son enfant, 1906
- Claude Monet, Les Nénuphars, 1907
- Claude Monet, Venise, Palazzo Dario, 1907
- Henri Rousseau, La Chute d'eau, 1910
- Maurice Utrillo, Rue parisienne, 1914
- Édouard Vuillard, Portrait de Madame Guérin, 1916-1917
- Claude Monet, Les Nénuphars, 1917-1922
- Édouard Vuillard, Feuillage - chêne et vendeur de fruit, 1918
- Claude Monet, Iris, 1922-1926
- Édouard Vuillard, Chambre de Vuillard au château des clayes, 1933

### Peinture moderne

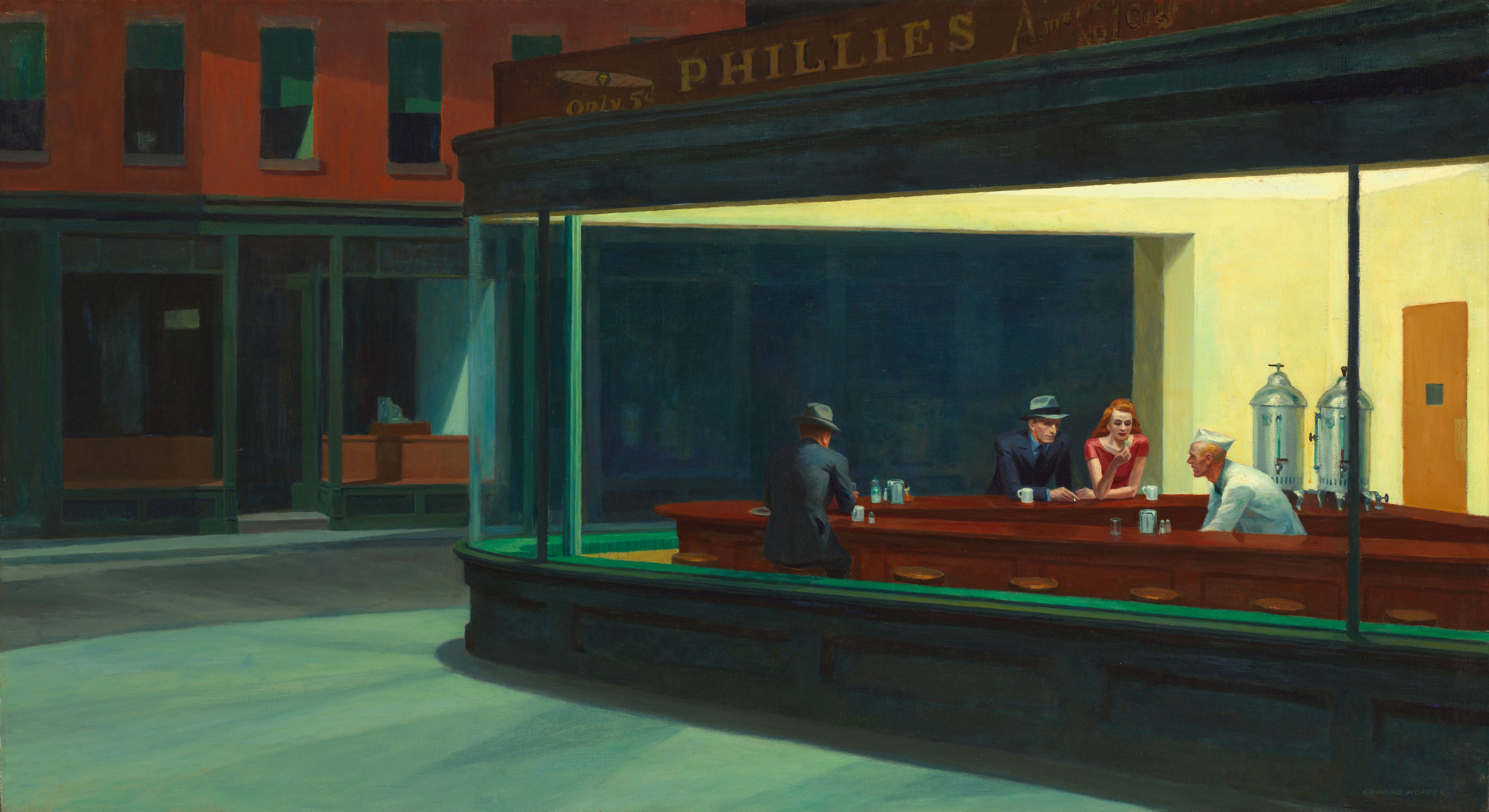
Edward Hopper, Nighthawks, 1942.

- Edvard Munch, Jeune Fille à la fenêtre, 1892
- Akseli Gallen-Kallela, Ad Astra, 1894-1896
- Pablo Picasso, Folle avec chats, 1901
- Pablo Picasso, Le Vieil Homme à la guitare, 1903-1904
- Pablo Picasso, Mathilde Vilar, la folle aux chats, 1906
- Pablo Picasso, Nu avec un pichet, 1906
- Georges Braque, Anvers, 1906
- Georges Braque, Paysage à La Ciotat, 1906-1907
- Pablo Picasso, Tête d'une femme, 1909
- Georges Braque, Petit port en Normandie, 1909
- Pablo Picasso, Daniel-Henry Kahnweiler, 1910
- Marc Chagall, Naissance, 1911-1912
- Pablo Picasso, Le Verre, 1911-1912
- Vasily Kandinsky, Peinture au centre vert, 1913
- Georges Braque, Nature morte avec verre, matrices, journal et carte de jeu, 1913
- Henri Matisse, Les Demoiselles à la rivière, 1909, 1913, 1916
- Man Ray, Le Départ de l'été, 1914
- Giorgio De Chirico, La Conquête du philosophe, 1913-1914
- Pablo Picasso, Sans titre (homme avec moustache, gilet, et pipe, assis dans un fatueill), 1915
- Amedeo Modigliani, Madame de Pompadour, 1915
- Kasimir Malevitch, Painterly Realism of a Football Player, (Réalité peinte d'une joueur de football, masses colorées dans la 4e dimension 1915[56],[57]
- Henri Matisse, Les Pommes, 1916
- Piet Mondrian, Ferme près de Duivendrecht, 1916
- Amedeo Modigliani, Jacques Lipchitz et sa femme, Berthe Lipchitz, 1916
- Henri Matisse, Lorette avec une tasse de café, 1916/1917
- Pierre Bonnard, Paradis terrestre, 1916-1920
- Amedeo Modigliani, Femme avec collier, 1917
- Joan Miró, Portrait de Juanita Obrador, 1918
- Pablo Picasso, Verre et Pipe, 1919
- Fernand Léger, Le Passage à niveau (version préliminaire), 1919
- Henri Matisse, La Ceinture verte, 1919
- Henri Matisse, Intérieur à Nice, 1919/1920
- Georgia O'Keefe, Musique bleue et verte, 1919-1921
- Pablo Picasso, Sans titre (femme), 1920
- Henri Matisse, Femme au divan rose, 1921
- Pablo Picasso, Mère et Fils, 1921
- Piet Mondrian, Losange composition avec jaune, noire, bleu, rouge et gris, 1921
- Henri Matisse, Femme devant un aquarium, 1921-1923
- Fernand Léger, Femme étendue, 1922
- Paul Klee, Dieu asiatique, 1924
- Joan Miró, Le Policier, 1925
- Georges Capon, La Java, 1925
- Henri Vergé-Sarrat, Toulon, 1925.
- Henri Matisse, Citrons sur un plat d'étain, 1926, 1929
- Fernand Léger, La Boussole, 1926
- Giorgio de Chirico, L'Éventualité du destin (figures monumentales), 1927
- Joan Miró, Cheval de cirque, 1927
- René Magritte, La Trahison des images (ceci n'est pas une pipe), 1929
- Grant Wood, Gothique américaine (American Gothic), 1930
- Paul Klee, Regard étrange (Strange Glance), 1930
- Georges Rouault, Le Nain , 1937
- Pierre Bonnard, La Seine à Vernonnet, 1939
- Henri Matisse, Femme en jaune et bleu à la guitare, 1939
- Pablo Picasso, Le Fauteuil rouge, 1931
- René Magritte, L'Œil, 1932-1935
- Joan Miró, Figure, 1932
- Joan Miró, Personnages avec étoile, 1933
- Paul Klee, Dans le miroir magique, 1934
- Piet Mondrian, Composition no 1, 1935
- Joan Miró, L'Homme à la pipe, 1935
- Joan Miró, Homme, femme et taureau, 1935
- Georges Braque, Femme à un support, 1936
- Joan Miró, Les Deux Philosophes, 1932
- Joan Miró, Tableau, 1936
- Salvador Dalí, Visions d'éternité, 1936-1937
- Salvador Dalí, Les Inventions des monstres, 1937
- René Magritte, Au seuil de la liberté, 1937
- Georges Braque, Fruits et Violons, 1938
- Joan Miró, Oiseaux de nuit, 1938
- Georges Braque, Nature morte avec fruits et violons, 1938
- René Magritte, Le Temps traversé, 1938
- Henri Matisse, Les Marguerites, 1939
- Pierre Bonnard, La Nappe, 1939
- Joan Miró, Chiffres et constellations amoureux d'une femme, 1941
- Edward Hopper, Les Oiseaux de nuit (Nighthawks), 1942
- Georges Braque, Ajax, 1949-1954
- Pablo Picasso, Nu sous un sapin, 1959

### Peinture contemporaine
- Dado, Sans titre, 1966
- Jean Dubuffet, Supervielle, 1945
- Jackson Pollock, Arc-en-ciel grisé, 1953
- Francis Bacon, Figure avec viande, 1954
- Henry Moore, UNESCO figure déclinant, 1957
- Grandma Moses, Fabricant de beurre aux pommes, 1958
- Roy Lichtenstein Coup de brosse avec éclaboussure (Brushstroke with splatter), 1966
- David Hockney, Les Collectionneurs américains, 1968
- Andy Warhol, Mao, 1973
- Marc Chagall, Les Vitrines américaines, 1977
- Gerhard Richter, Femme descendant un escalier, 1997
- Jasper Johns, Près de la lagune, 2002-2003

### Sculpture européenne
- Francesco Mochi, Adolescent, peut-être Jean-Baptiste, 1630-1640
- Jean-Antoine Houdon, Anne-Marie-Louise Thomas de Domageville de Sérilly, comtesse de Pange, 1780
- Auguste Rodin, L'Homme marchant, 1873-1883
- Henri Matisse, Le Serf, 1900-1908
- Henri Matisse, Femme se posant sur ses mains, 1905-1907
- Constantin Brancusi, La Douleur, 1908
- Constantin Brancusi, Sagesse, 1908
- Constantin Brancusi, Deux Pingouins, 1908
- Pierre-Auguste Renoir, Eau, 1916
- Constantin Brancusi, L'Oiseau doré, 1919-1920
- Constantin Brancusi, Léda, 1920
- Gaston Lachaise, Élévation (Standing Woman), 1927
- Constantin Brancusi, La Négresse blanche, 1928

### Peinture américaine jusqu'à l'impressionnisme
- Gilbert Stuart, Major-General Henry Dearborn, 1812
- James McNeill Whistler, Nocturne : Azur et or - eau à Southampton (Nocturne: Blue and Gold - Southampton Water), 1872
- Winslow Homer, Le Filet de harengs (The Herring Net) 1885
- Winslow Homer, Côte du Maine (Coast of Maine), 1893
- John Singer Sargent, Mrs George Swinton (Elizabeth Ebsworth), 1897
- John Singer Sargent, La Fontaine, Villa Torlonia, Frascati, Italie (The Fountain, Villa Torlonia, Frascati, Italy), 1907

## Galerie

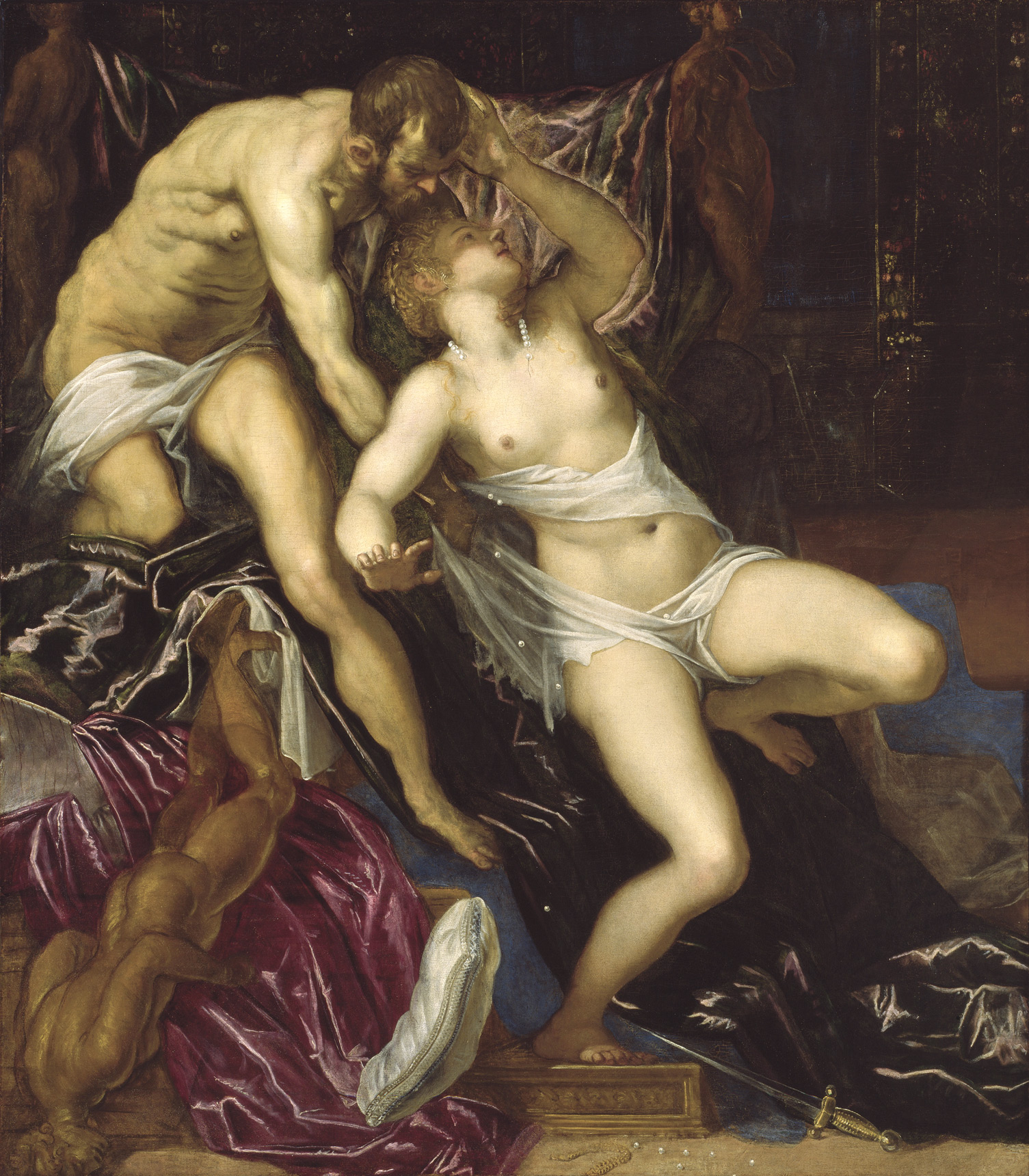
Le Tintoret, Tarquin et Lucrèce (1578-1580)
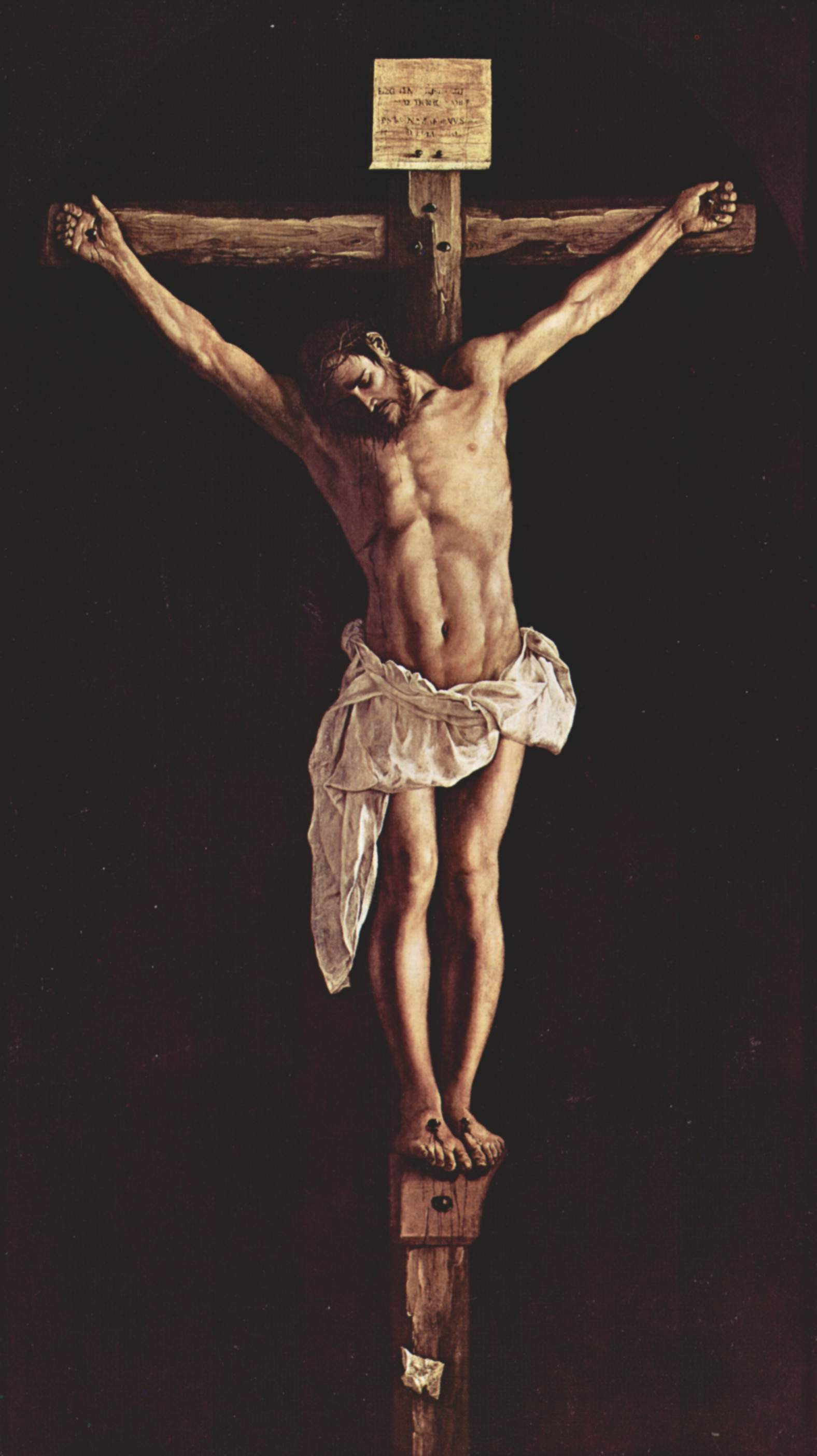
Francisco de Zurbarán, Crucifixion (1627)
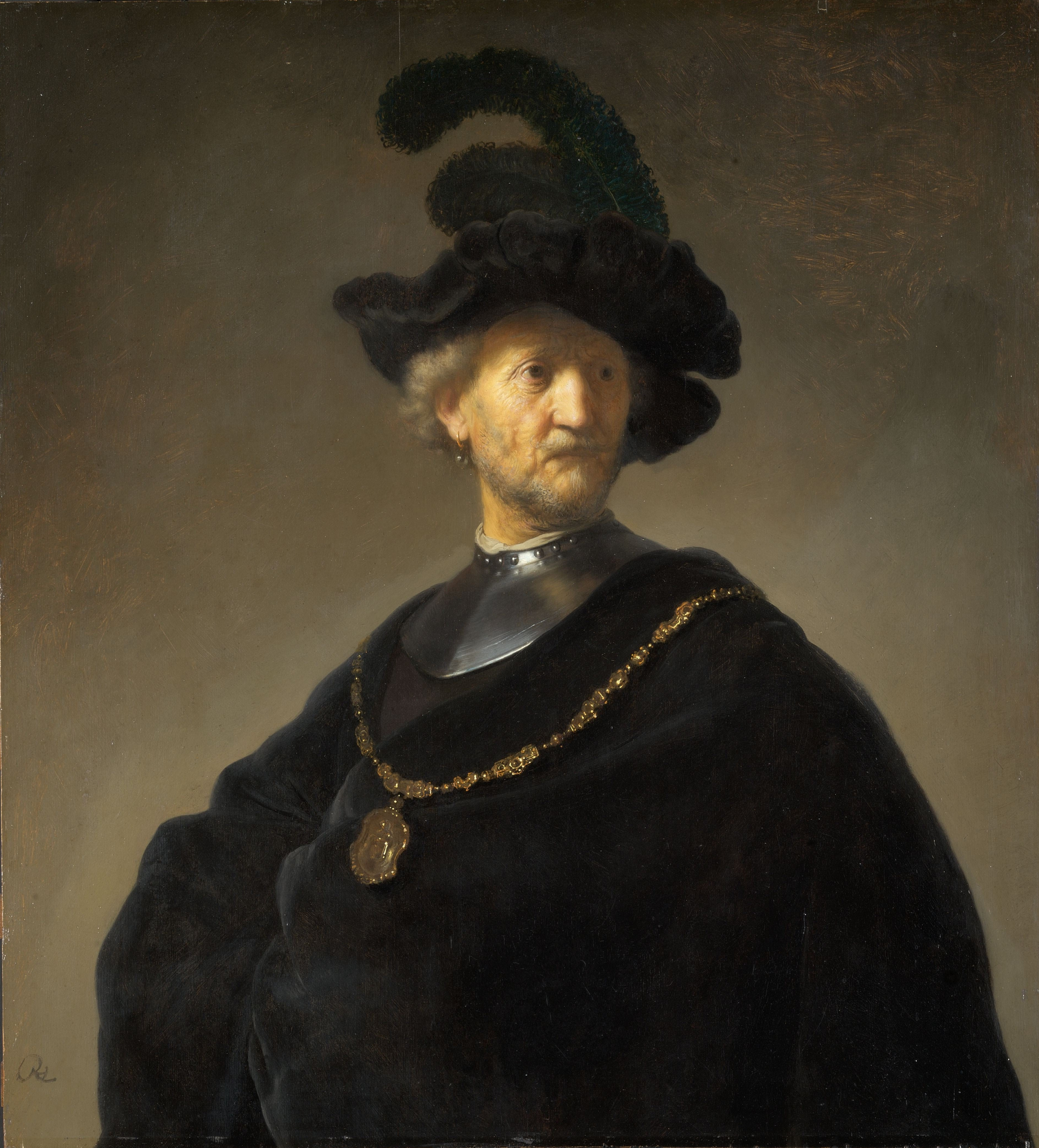
Rembrandt, L'Officier au grand manteau à la chaîne d'or (1631)
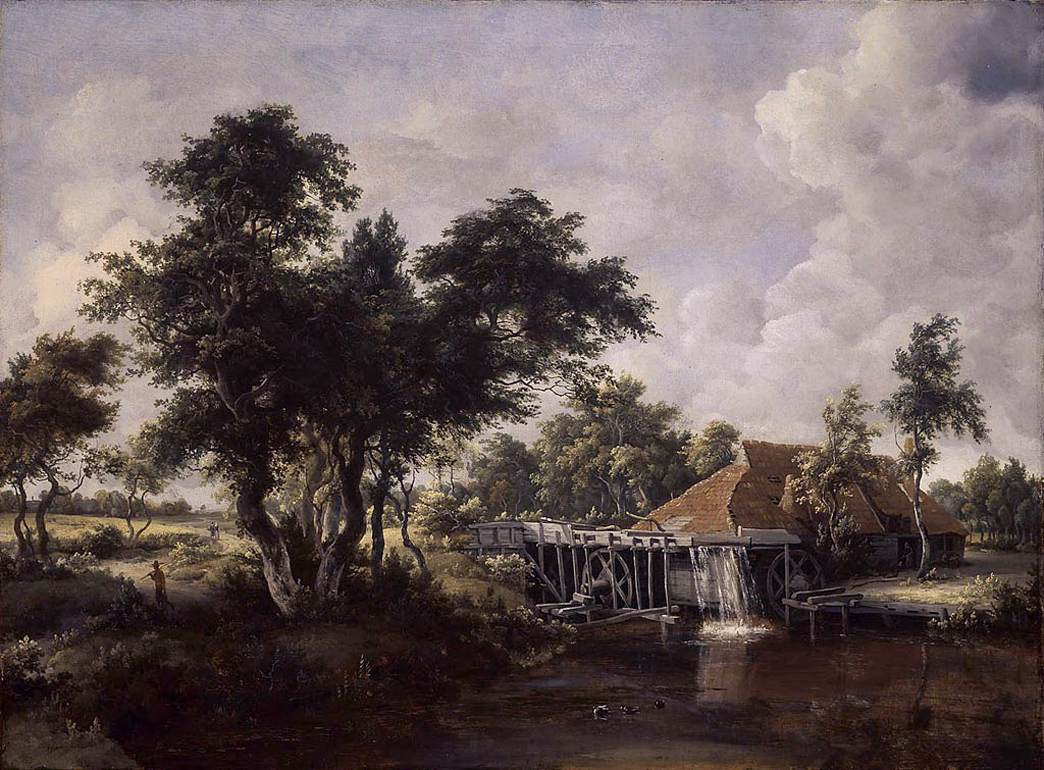
Meindert Hobbema, Paysage forestier au moulin à eau (entre 1662-1664)
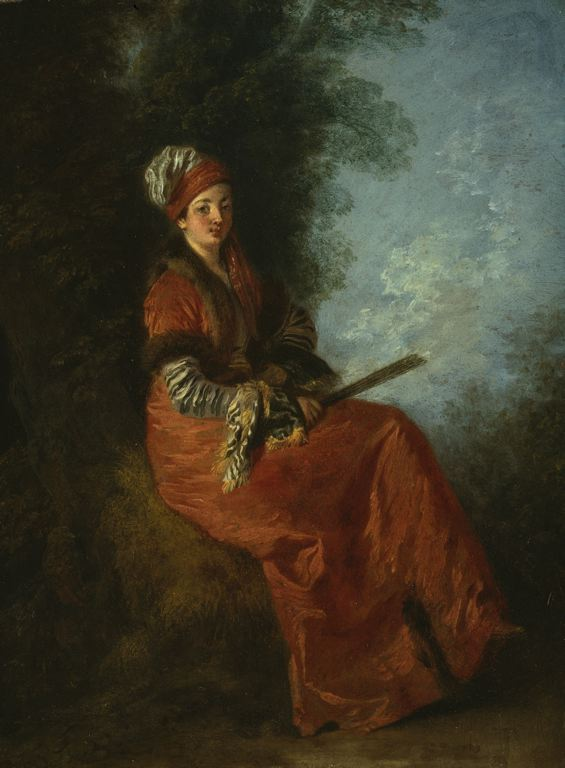
Antoine Watteau, La Rêveuse (vers 1715-1717)
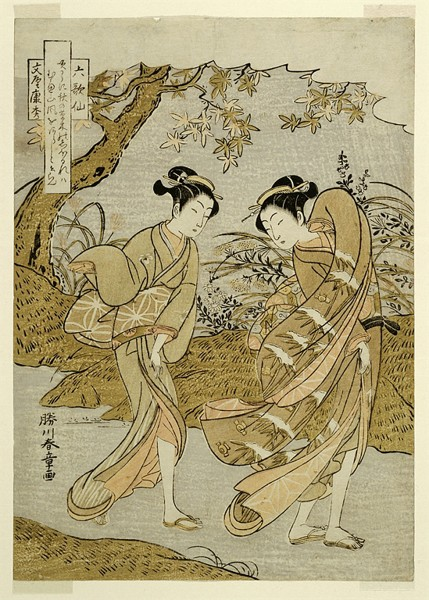
Katsukawa Shunshō, Svenska (vers 1771)
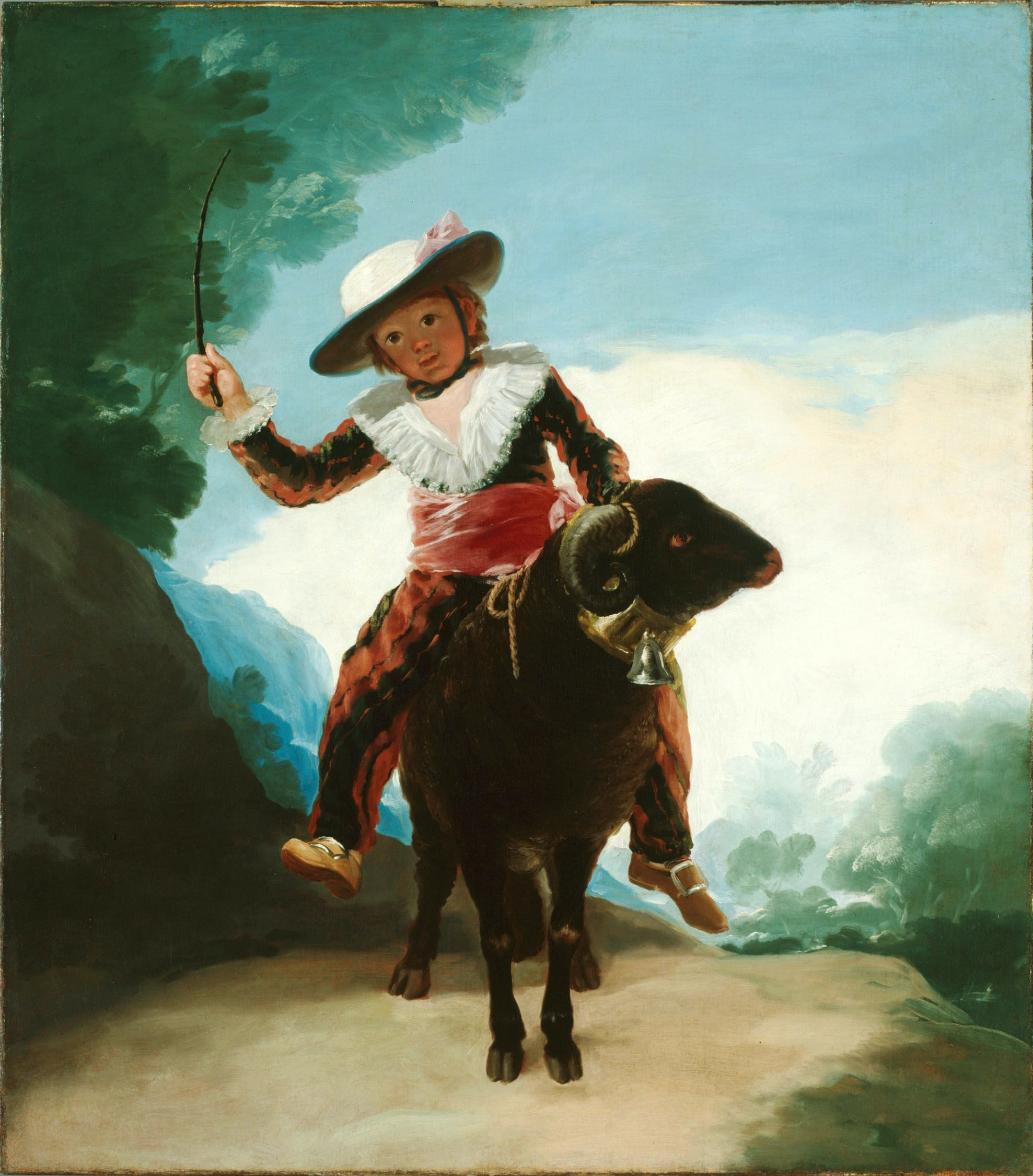
Francisco de Goya, Garçonnet chevauchant un bélier (1786-1787)
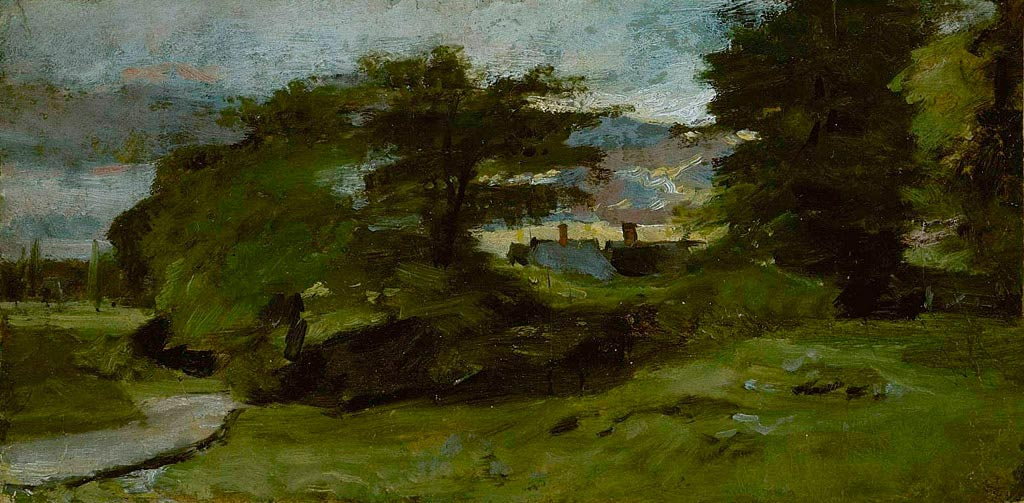
John Constable, Landscape with Cottages (1809-1810)
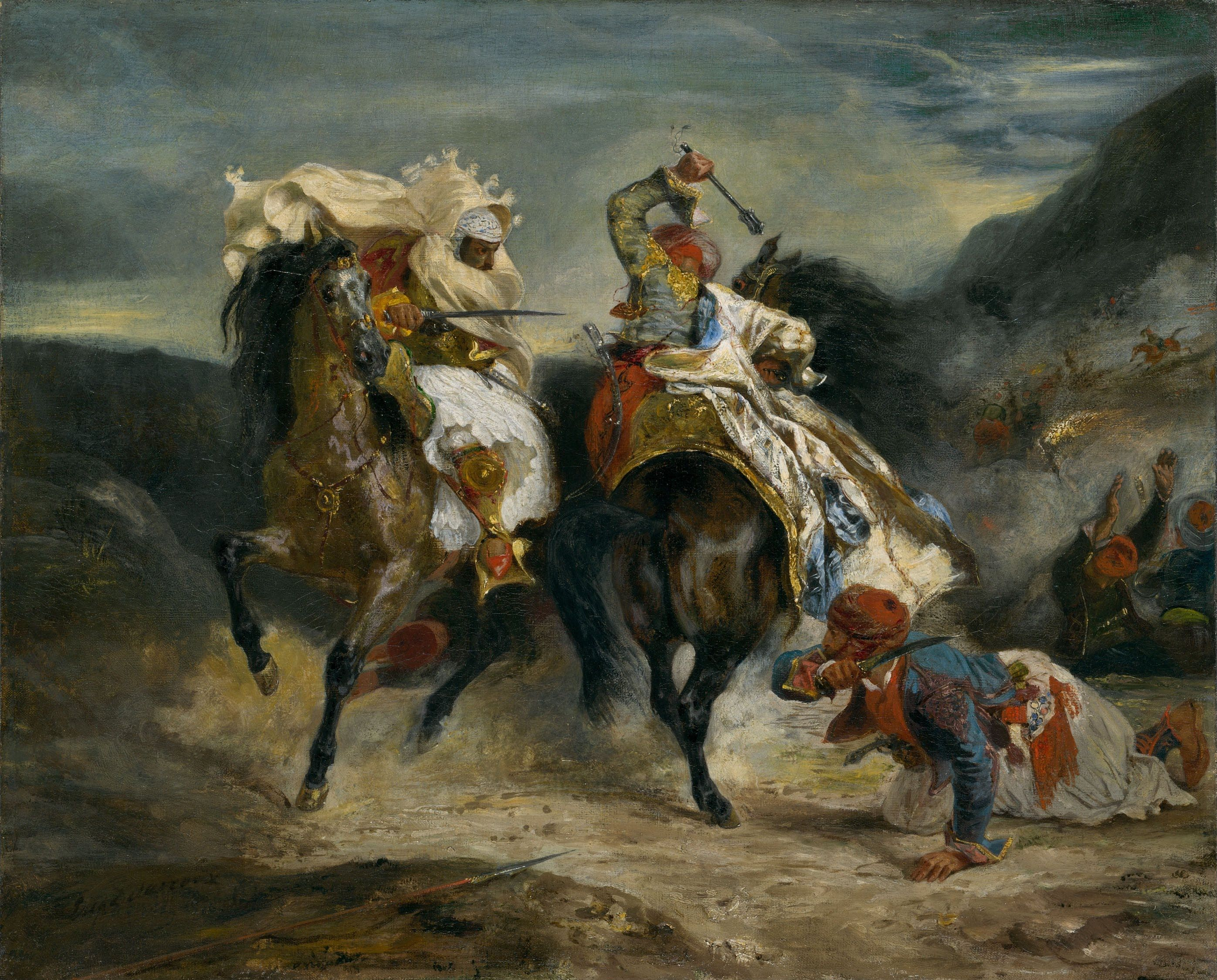
Eugène Delacroix, Combat de Giaour et Hassan (1826)
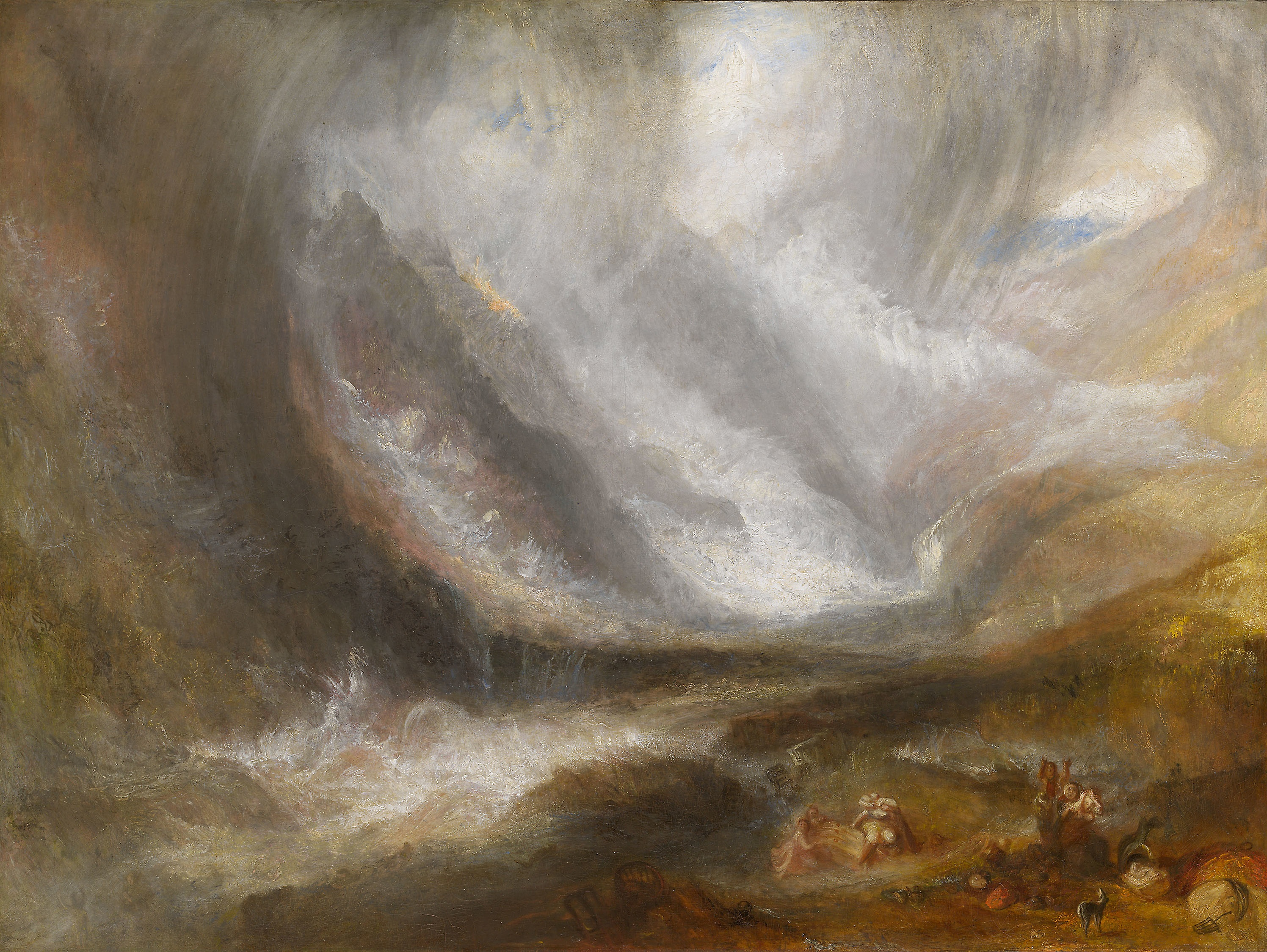
J. M. W. Turner, La Vallée d'Aoste : tempête de neige, avalanche et orage (1836-37)
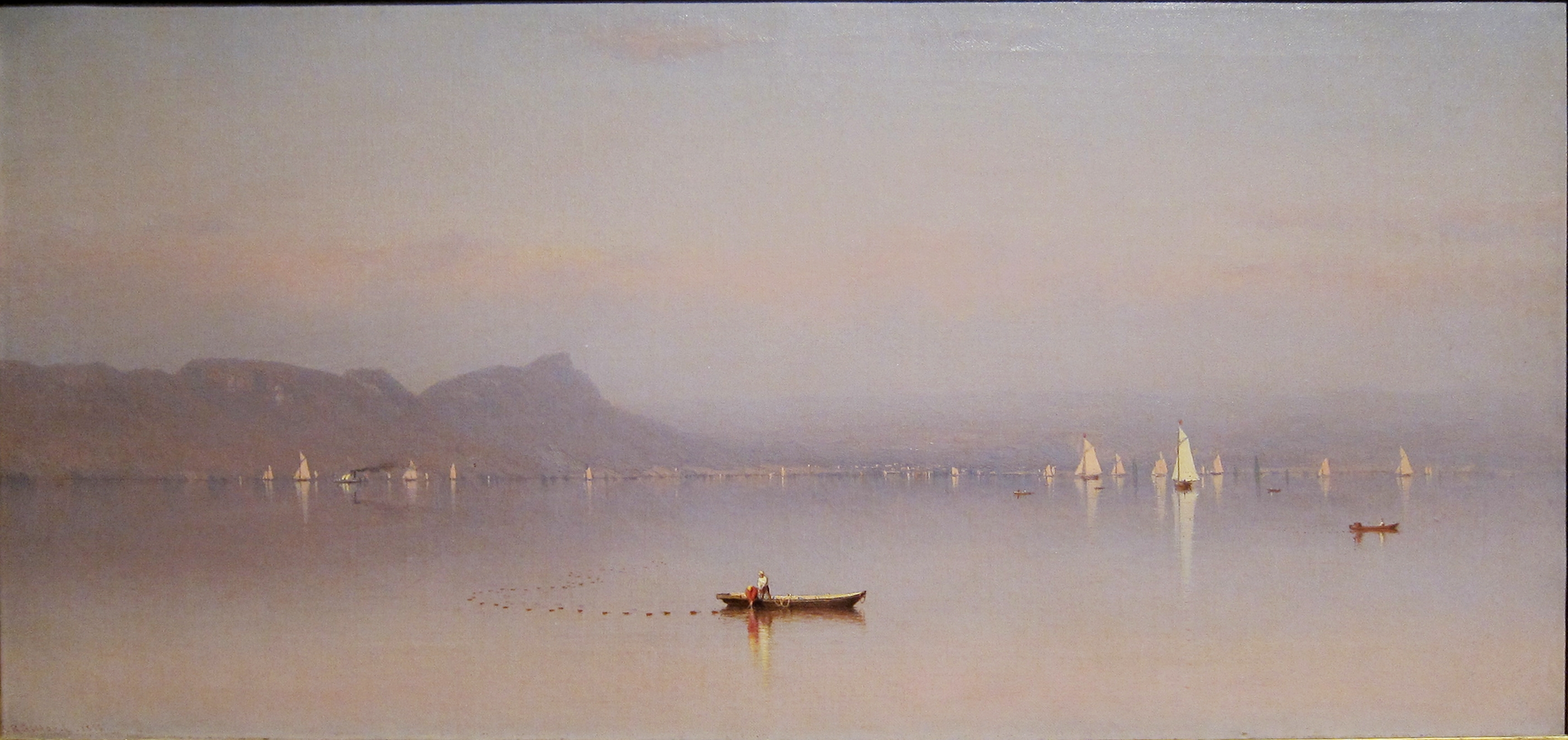
Sanford Robinson Gifford, Morning in the Hudson, Haverstraw Bay (1866)
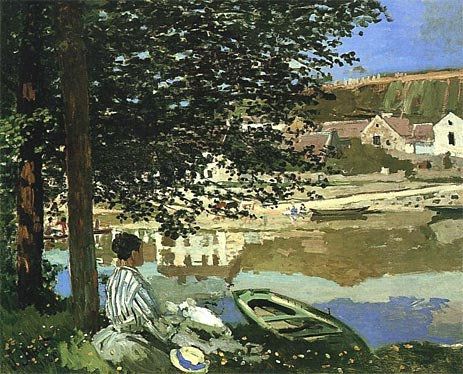
Claude Monet, La Seine à Bennecourt (1868)
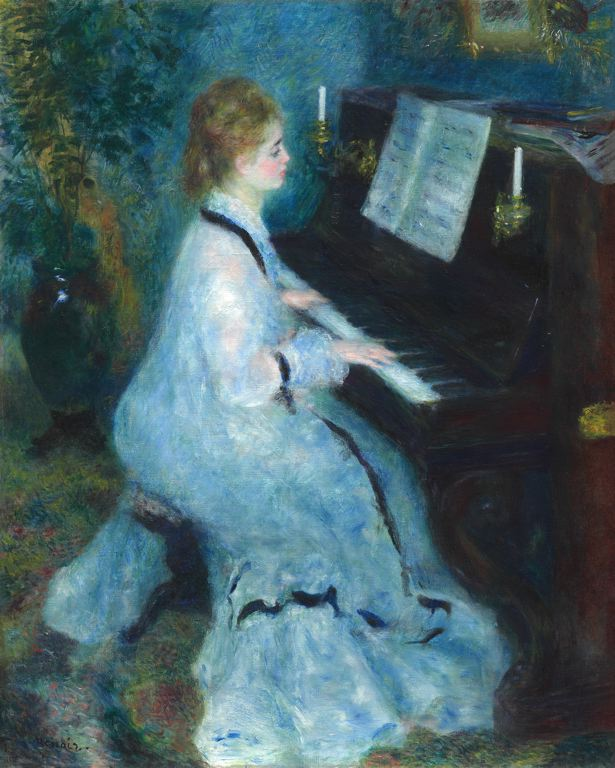
Pierre-Auguste Renoir, Jeune fille au piano (1875)
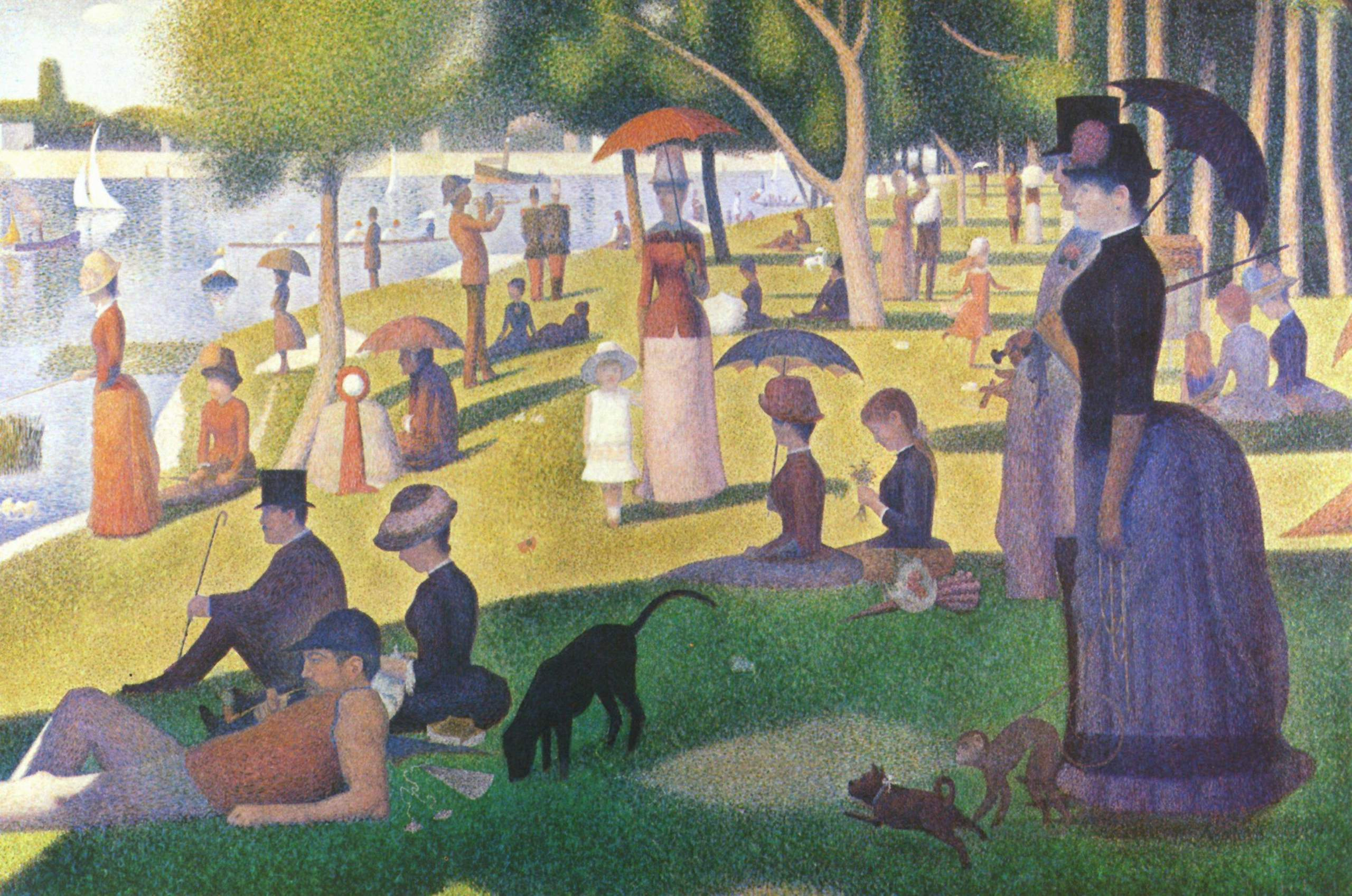
Georges Seurat, Un dimanche après-midi à l'Île de la Grande Jatte (1884-1886)
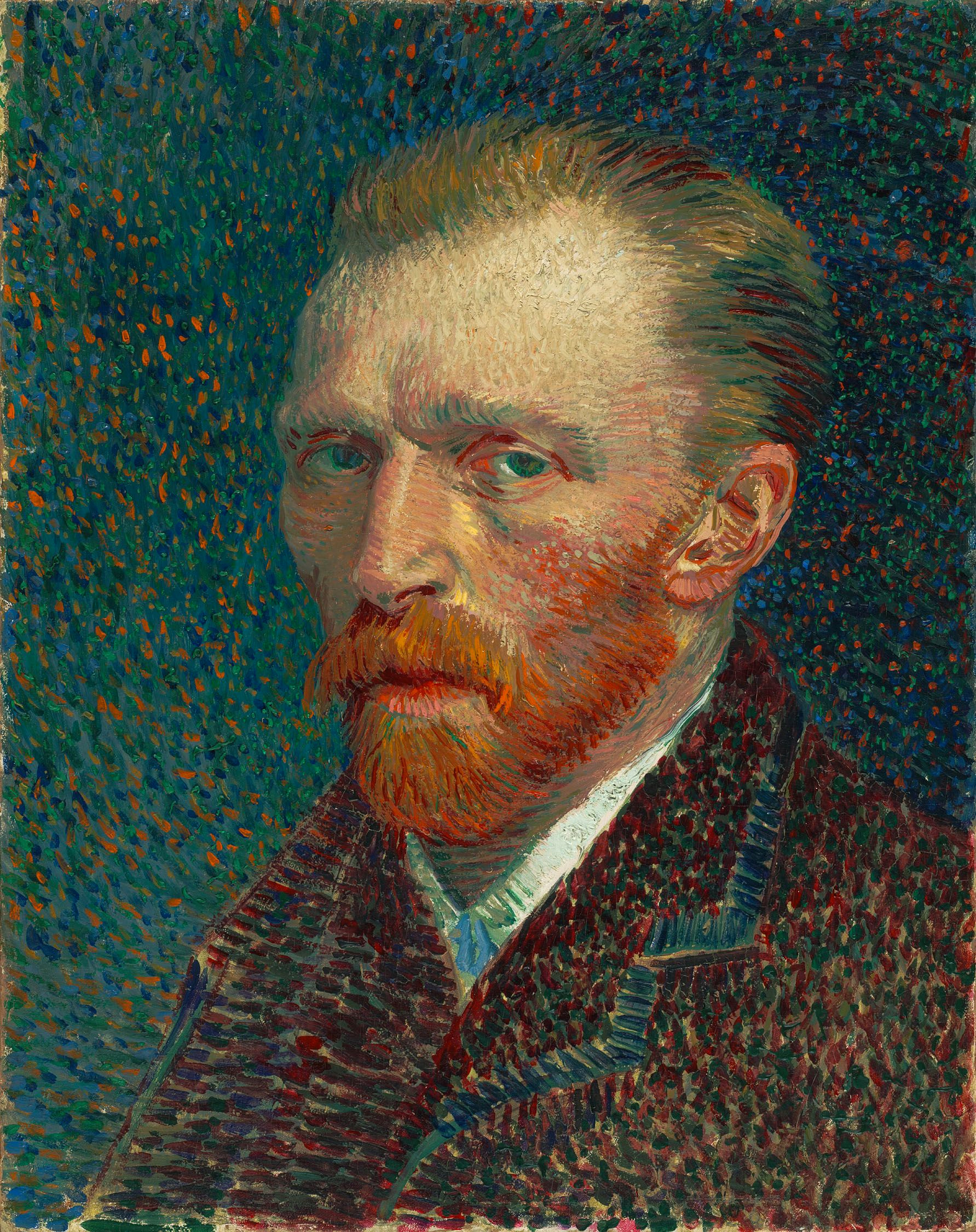
Vincent van Gogh, Autoportrait (1887)
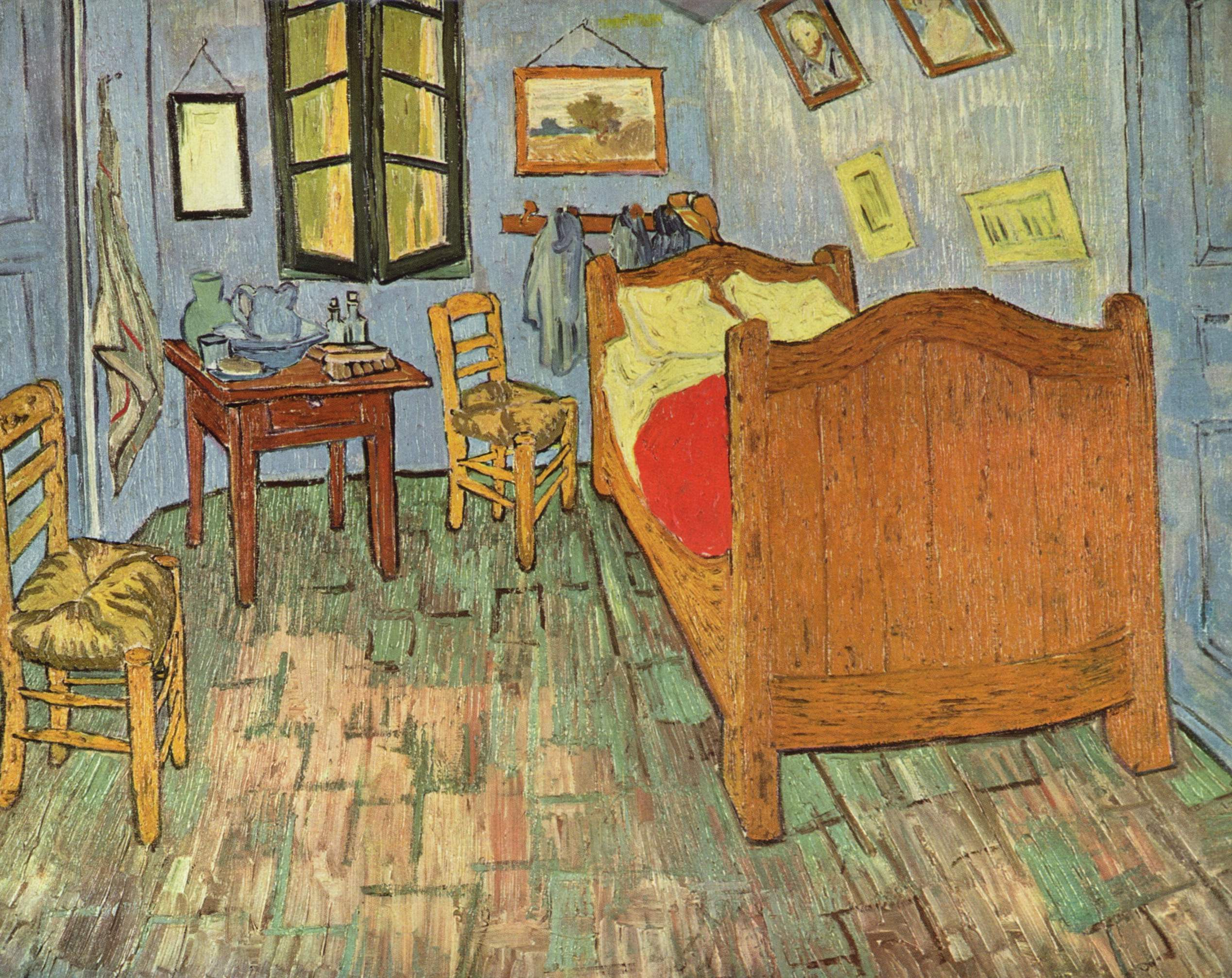
Vincent van Gogh, La Chambre à coucher (1889)
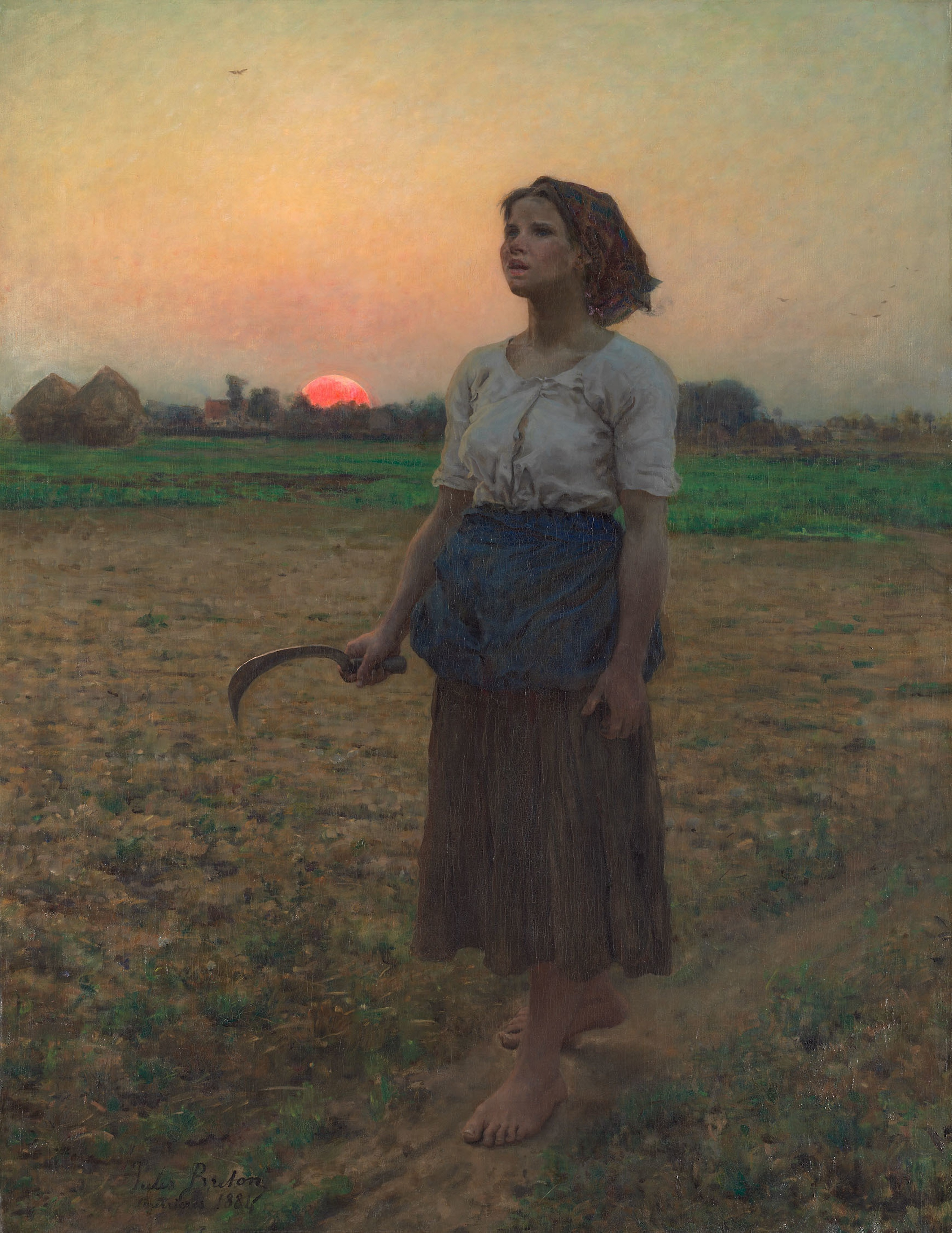
Jules Breton, Le Chant de l'alouette (1884)
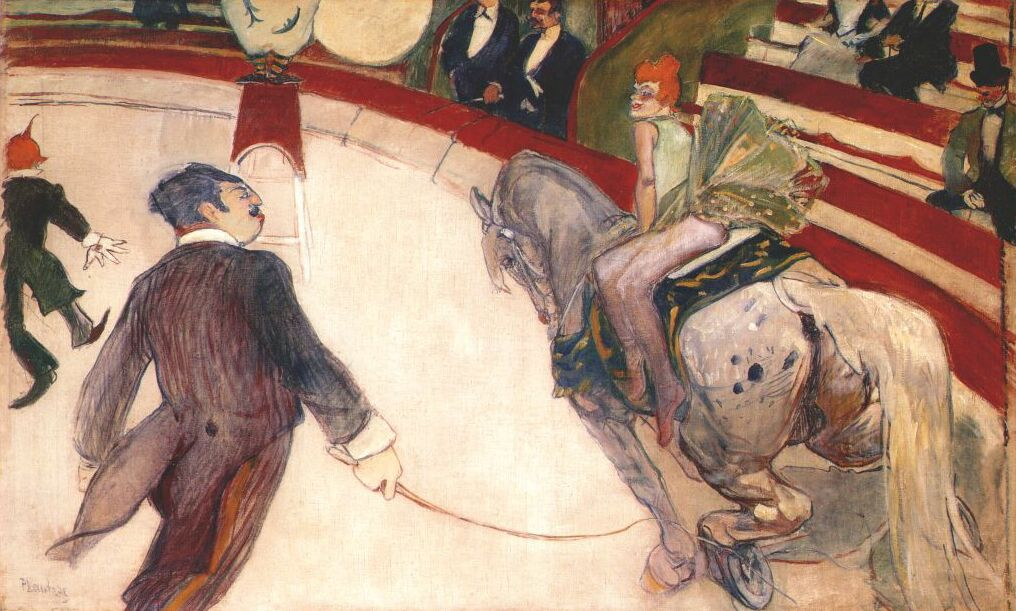
Henri de Toulouse-Lautrec, Au cirque Fernando, l'écuyère (1888)
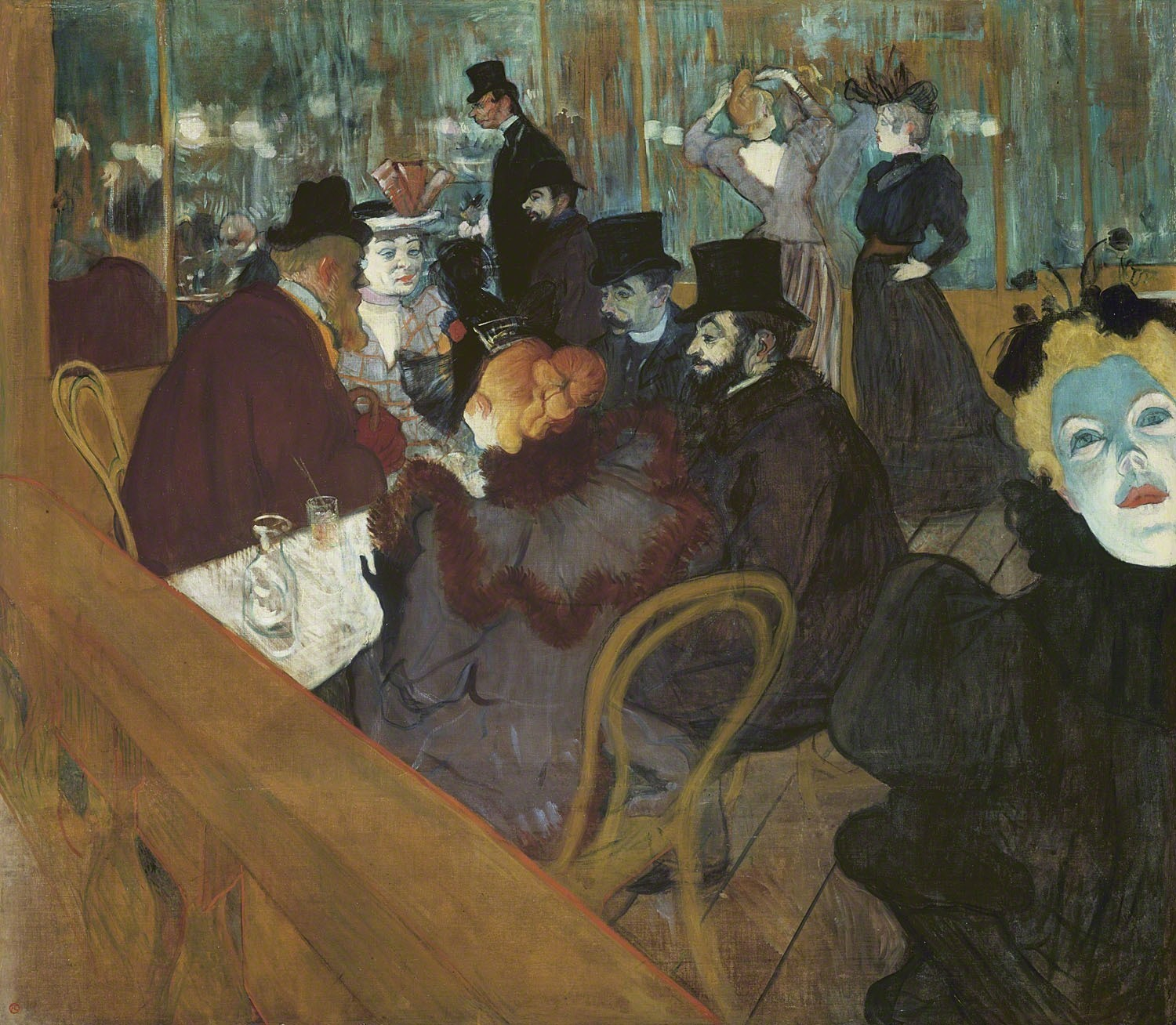
Henri de Toulouse-Lautrec, Au Moulin Rouge (1892)
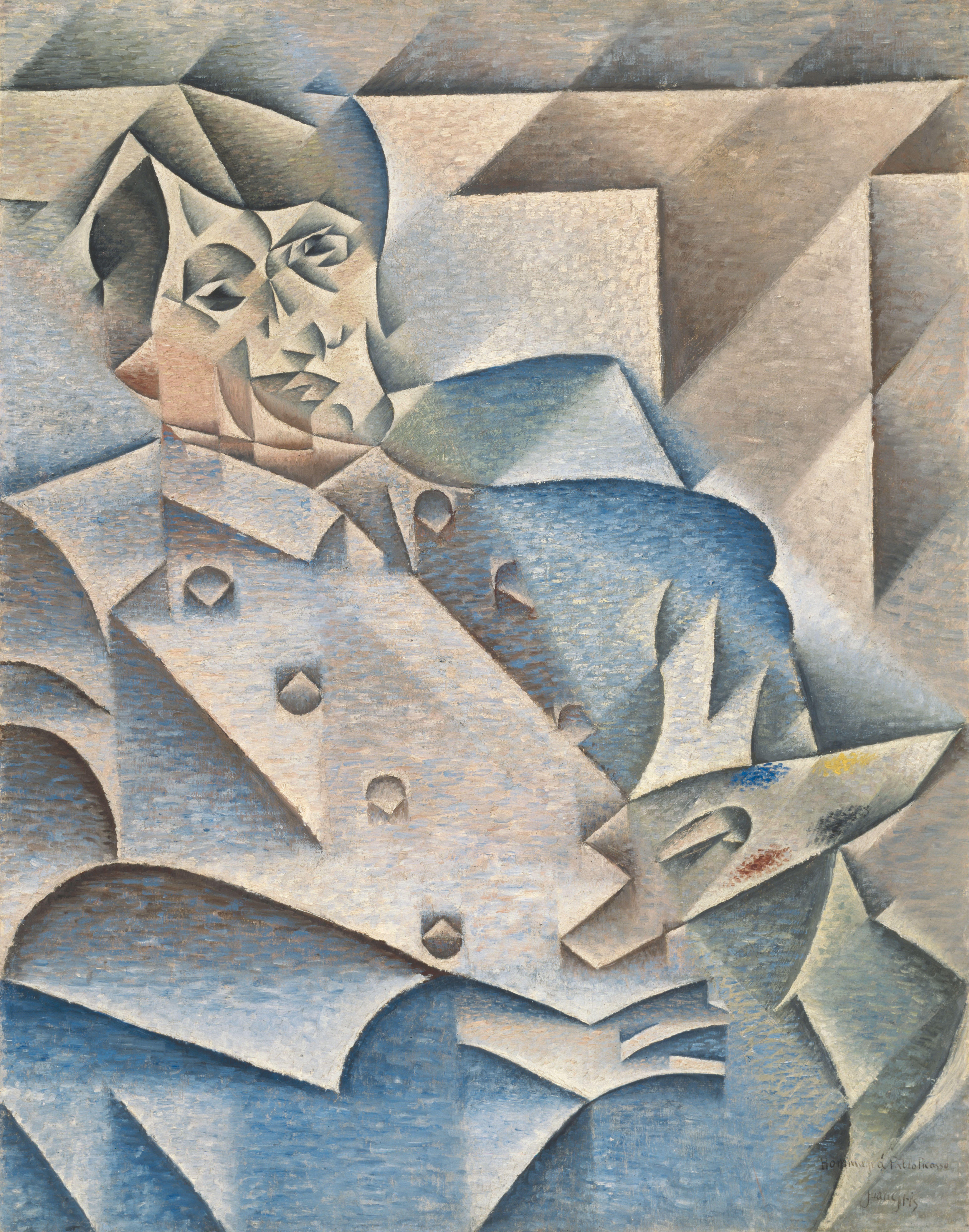
Juan Gris, Portrait de Pablo Picasso (1912)
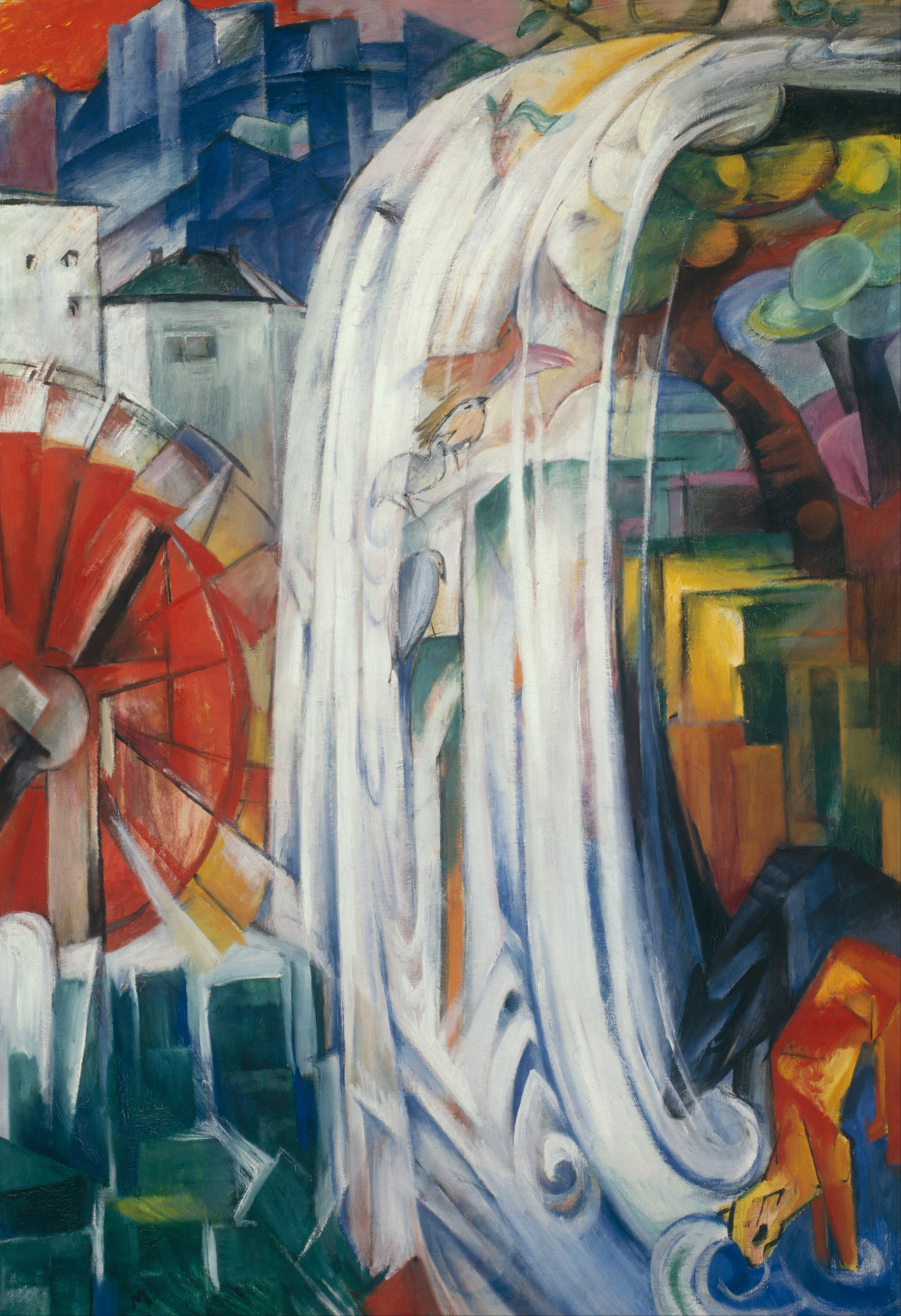
Franz Marc, Le Moulin ensorcelé (1913)
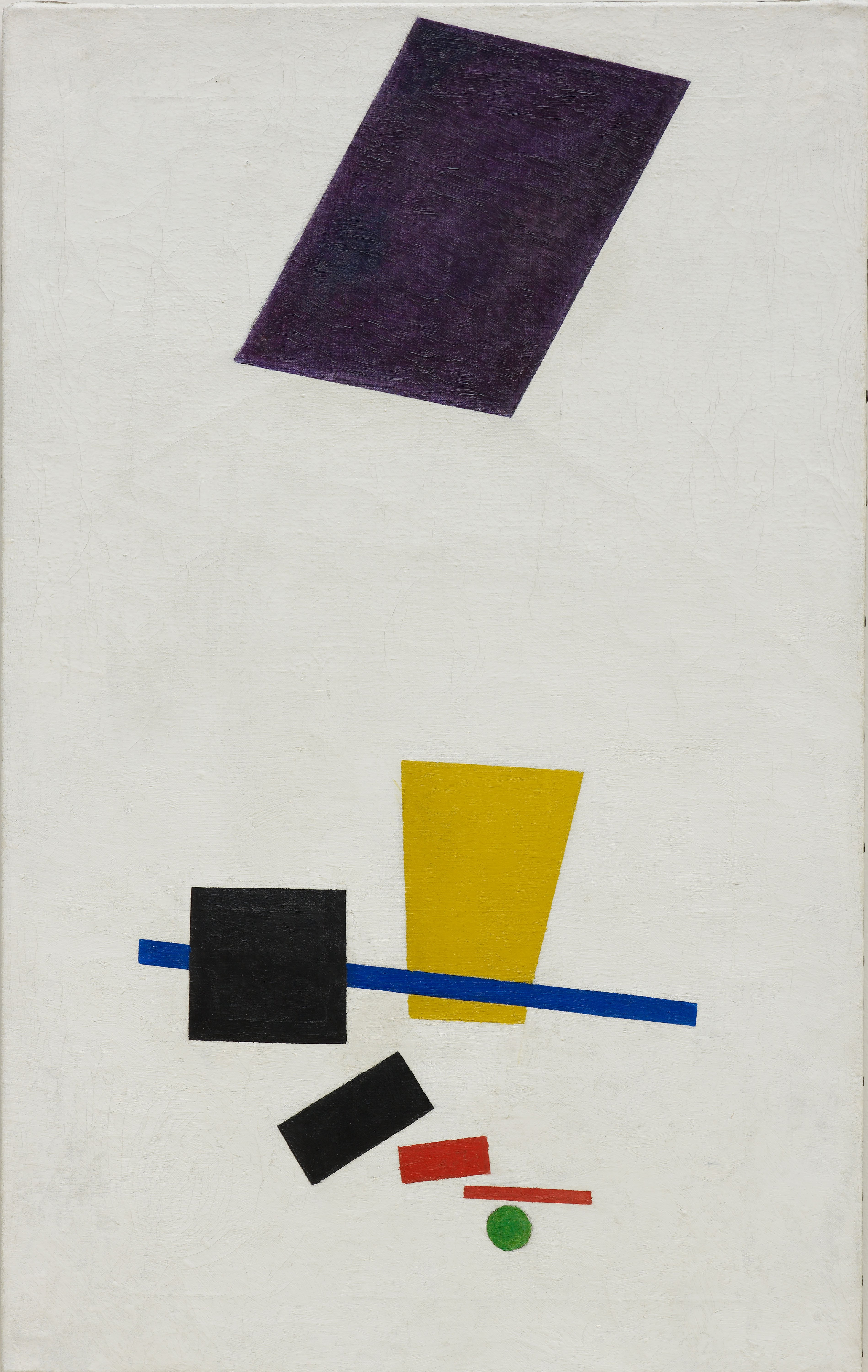
Kasimir Malevitch, Réalité peinte d'une joueur de football – Masses colorées dans la 4e dimension (1915)
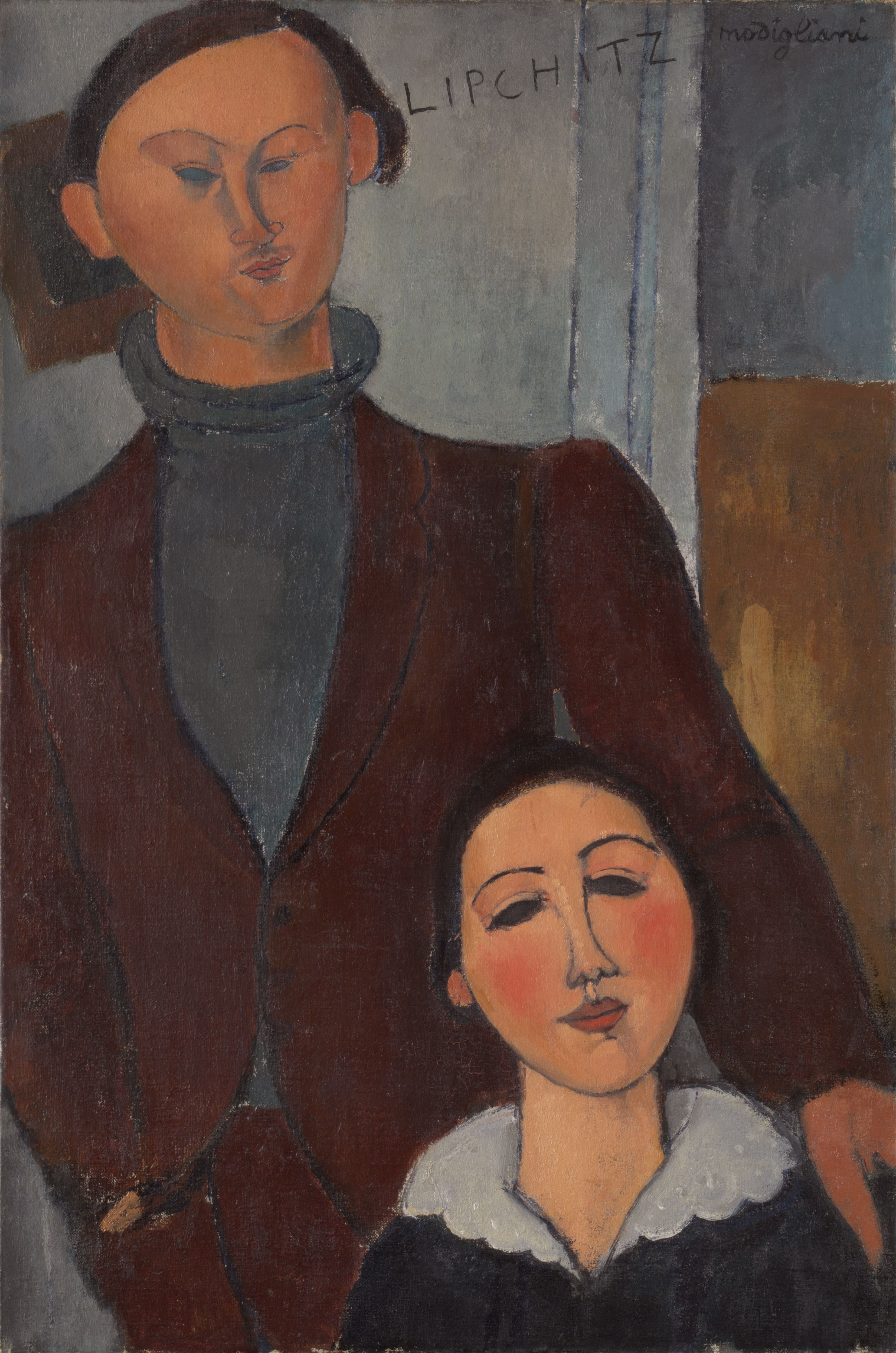
Amedeo Modigliani, Portrait de Jacques et Berthe Lipchitz (1917)
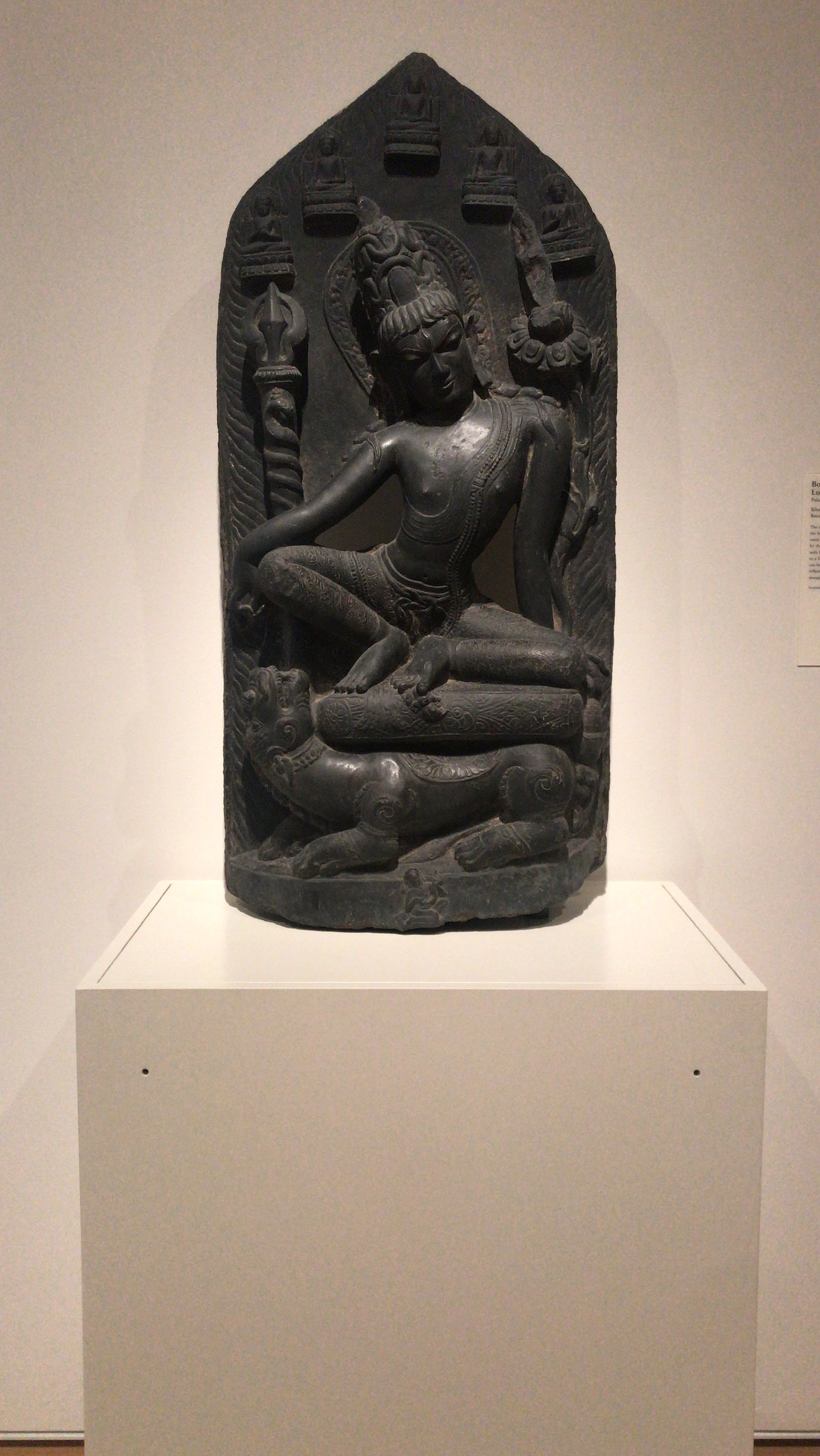
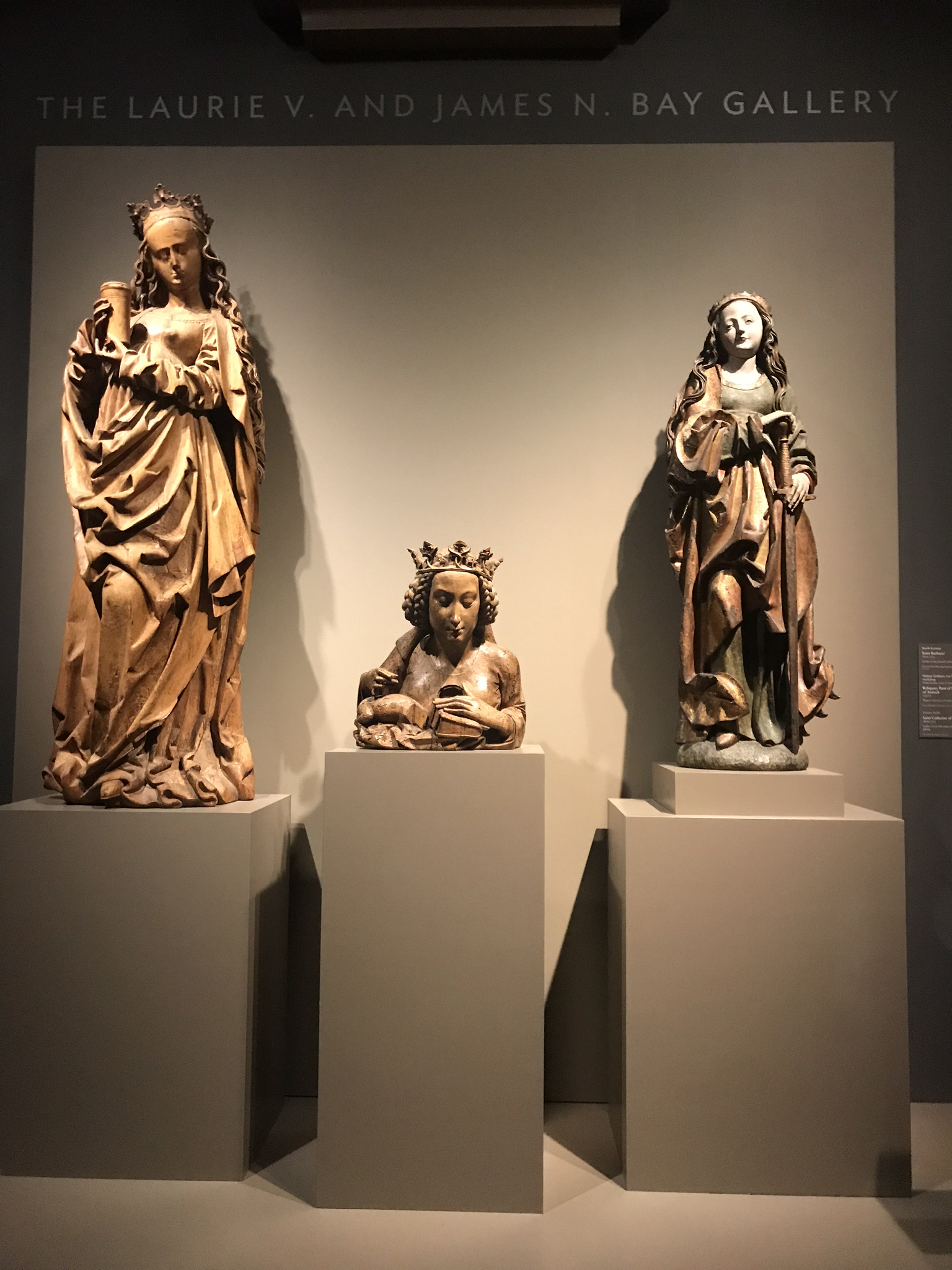